# Minneapolis
Minneapolis (IPA: /ˌmɪniˈæpəlɪs/) är den största staden i delstaten Minnesota i USA och är residensstad i countyt Hennepin. Staden ligger på båda sidor om Mississippifloden precis norr om flodens sammanflöde med floden Minnesota och gränsar till Saint Paul, Minnesotas huvudstad. Tack vare att staden ligger precis bredvid Saint Paul kallas städerna Twin cities (Tvillingstäderna). De två städerna utgör det fjortonde största storstadsområdet i USA, med 4,1 miljoner invånare. United States Census Bureau uppskattade invånarantalet i själva Minneapolis till 407 207 år 2016. Staden är rik på vatten med över 20 sjöar, våtmarker, åar och vattenfall samt Mississippifloden. Minneapolis var en gång i tiden världens största mjölproducent och ett nav för timmerindustri. Idag är staden ett stort affärscentrum, ett av de största mellan Chicago och Seattle. Minneapolis hör till USA:s mest bildade städer och har många kulturella organisationer som drar kreativa människor till staden för teater, bildkonst, författarskap och musik. Invånarna har länge haft stöd av publika sociala program samt genom privat och kollektiv filantropi.
Namnet Minneapolis består av siouxspråkets ord för vatten, mni, och polis, det grekiska ordet för stad. Minneapolis kallas även City of Lakes och Mill City.
Minneapolis sigill togs upp av Minneapolis stadsråd den 5 juni 1878. Sigillet består av en sköld centrerad på en rund form. Skölden består av en illustrerad vy över Saint Anthonyfallen, den gamla hängbron över Mississippifloden, kvarnar och stadens skyline. Symbolerna i förgrunden är en plogbill, en skyl, en tunna mjöl, ett kugghjul, en stor cirkelsåg och en trave virke. Ovan skölden, bland solstrålarna, står stadens motto En Avant, vilket är franska för "Framåt".

## Historia

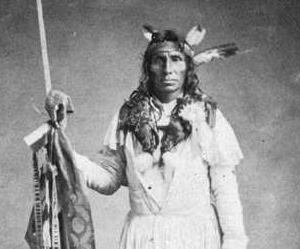
Taoyateduta var en av de 121 siouxledare som från 1837 till 1851 gav upp det som idag är Minneapolis

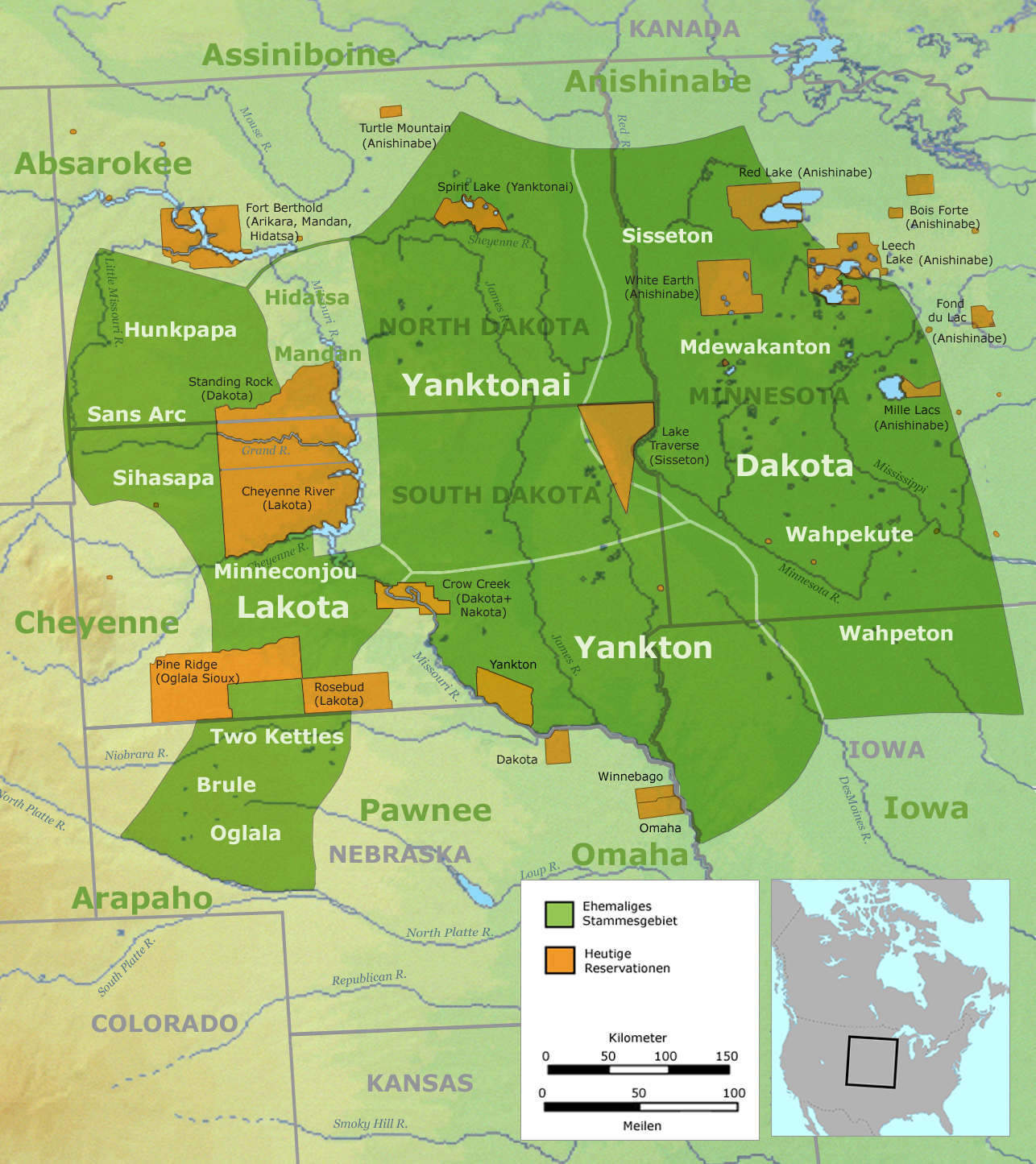
Mdewakantons traditionella bosättningsområde

Dakota, den östliga grupperingen inom Siouxfolket, var regionens enda invånare ända tills franska utforskare kom dit runt 1680. USA:s regering pressade Mdewakantonfolket att sälja sitt land vilket tillät folk från väster att bosätta sig där. Minnesota Territorial Legislature godkände Minneapolis som stad på Mississippis västbank 1856. År 1867 blev Minneapolis storstad, vilket var samma år som järnvägsförbindelsen mellan Minneapolis och Chicago öppnades. Staden slogs ihop med St. Anthony 1872.
Minneapolis utvidgades runt Saint Anthonyfallen, Mississippiflodens högsta vattenfall. Mjölnare hade använt vattenkraft sedan hundratalet f.Kr., men resultaten var så påtagliga mellan 1880 och 1930 att staden har beskrivits som det största direktproducerande vattenkraftscentrat världen någonsin skådat. För länge sedan var skogsindustrin i norra Minnesota så omfattande att 17 sågverk opererade med hjälp av fallets kraft. År 1871 fanns det på den västra flodbanken 23 fabriker, som valskvarnar, spinnerier, järnverk, järnvägsverkstad och fabriker för bomull, papper, bälten och trädhyvleri. Jordbrukarna på Great Plains odlade säd som transporterades på järnvägen till stadens 34 valskvarnar var Pillsbury och General Mills blev beredare. År 1905 framställde Minneapolis nästan tio procent av landets mjöl och korn. Vid maximal produktion producerade en kvarn mjöl till 12 miljoner brödlimpor per dag.

Lastar mjöl, Pillsbury, 1939.

Minneapolis genomgick dramatiska förändringar för att stoppa diskrimineringen så tidigt som 1886 när Martha Ripley grundade Maternity Hospital för alla mödrar, gifta som ogifta. När man började möta motgångar under den stora depressionen skapades lagar som erkände arbetarnas rättigheter, främst på grund av en stor strejk 1934 bland Minneapolis kuskar.
En medborgarrättsaktivist och facklig förkämpe, guvernör Hubert Humphrey, deltog i grundandet av Fair Employment Practices Commission och ett råd för mänskliga relationer som medlade för minoriteternas sak från 1946. Minneapolis kämpade mot de vitas makt, deltog i desegregationen och kämpade för de afrikansk-amerikanska rättigheterna. Minneapolis var 1968 födelseplatsen för American Indian Movement.
Under 1950- och 1960-talet rev staden runt 200 byggnader och över 25 kvarter som en del av stadssaneringen, ungefär 40 procent av downtown, hela distriktet Gateway och många byggnader med utmärkande arkitektur som till exempel Metropolitan Building som revs år 1961. Försök att rädda byggnaden misslyckades.

## Geografi och klimat

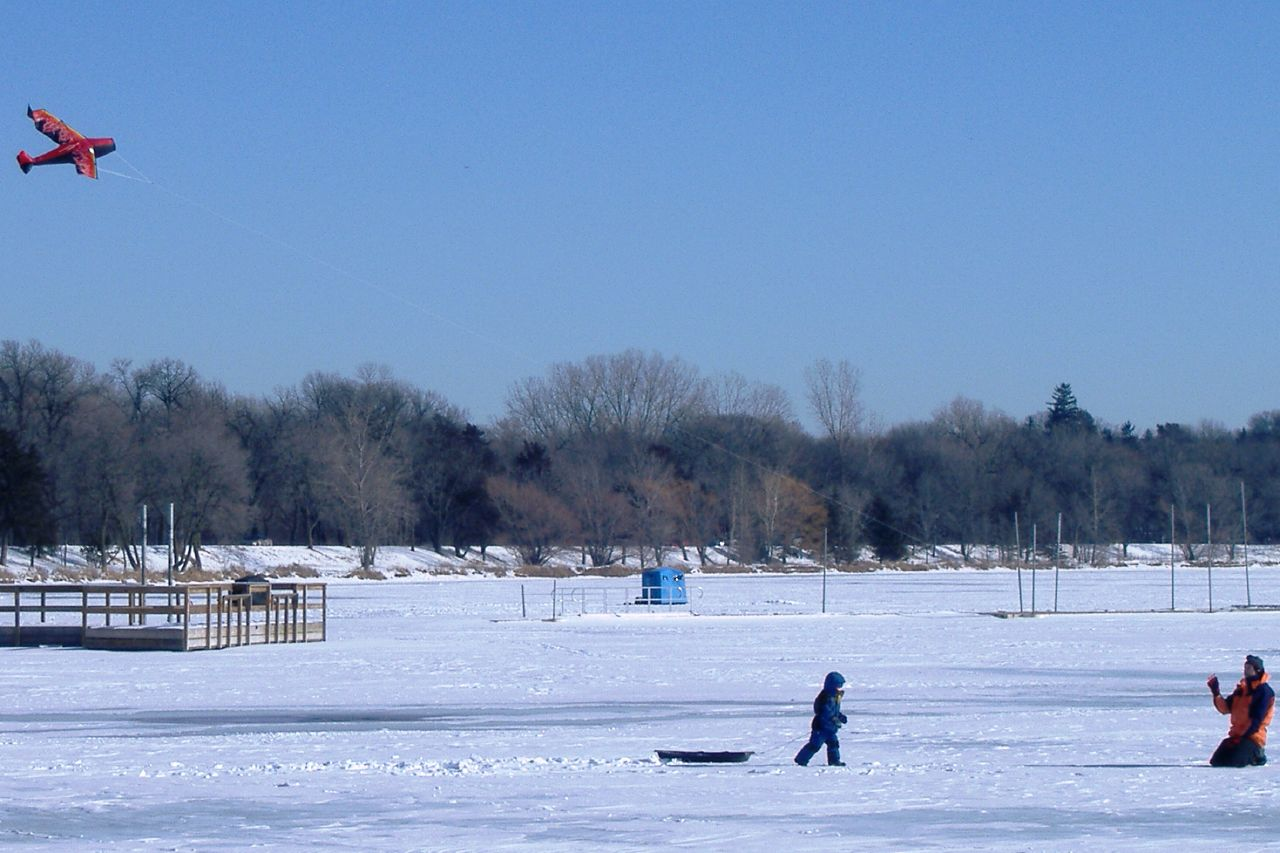
Lake Harriet med istäcke under vintern. Isblock som stod i vallar genom retirerande glaciärer skapade Minneapolis sjöar.

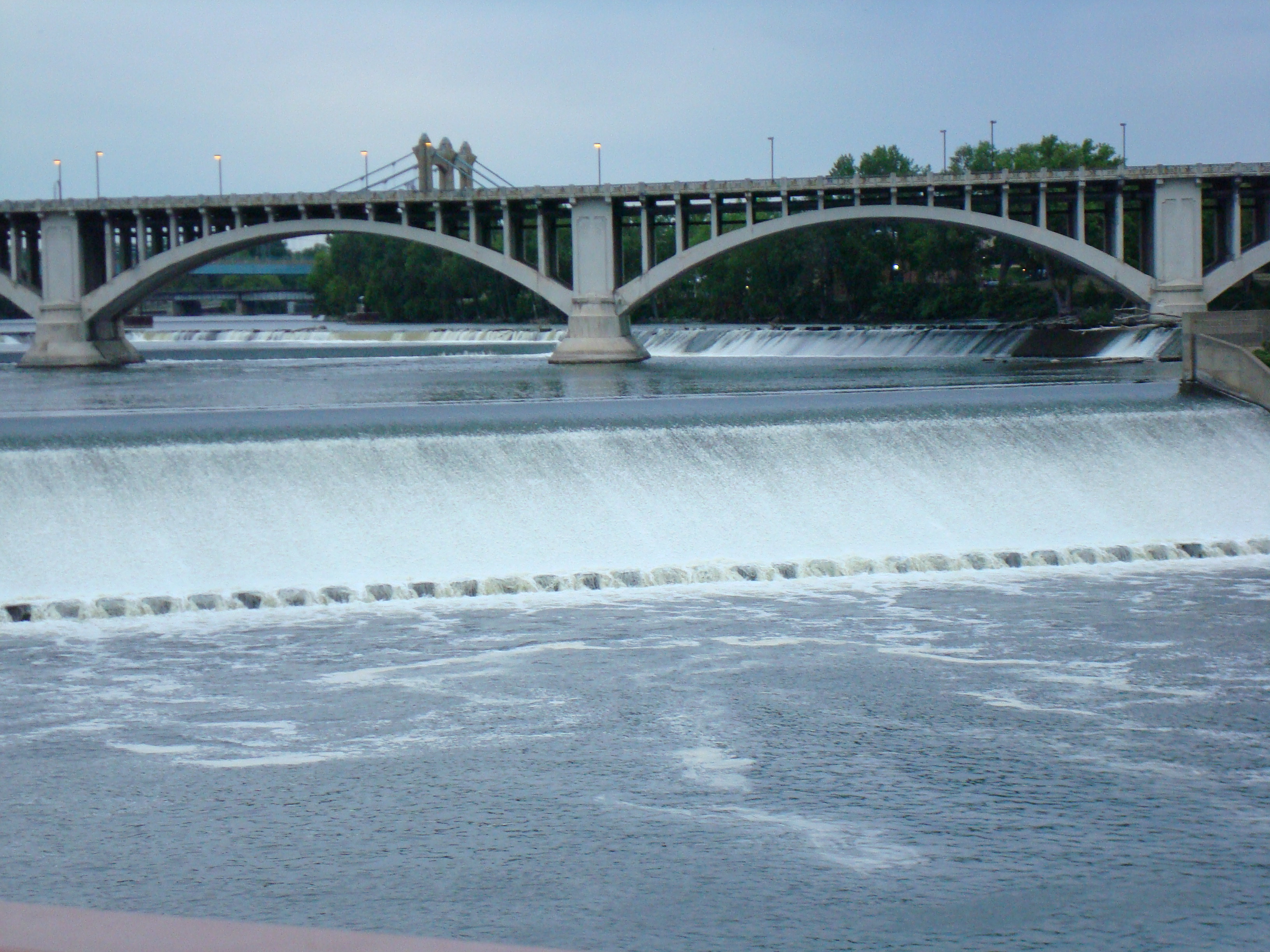
Mississippifloden i Minneapolis.

Minneapolis allmänna och ekonomiska historia är båda knutna till vatten, stadens specifika fysiska kännetecken som skapades i området under sista istidsperioden. Med utlopp i tillbakadragande glaciärer och Lake Agassiz för mer än 10 000 år sedan kom störtsjöar av vatten från en glaciärflod som skar Mississippiflodens och Minnehahaflodens flodbäddar underifrån och skapade idag viktiga vattenfall i Minneapolis. Minneapolis har en total yta på 151,3 km2 (varav 6 procent är vatten) som huvudsakligen ligger på en artesisk brunn och annan flack terräng. Vattnet drivs av avrinningsdistrikt som går ihop med Mississippifloden och stadens tre vattendrag. Det finns tolv sjöar, tre stora dammar och fem namnlösa våtmarker i Minneapolis.
Stadens centrum ligger strax söder om 45° nordlig breddgrad. Stadens lägsta punkt på 209 meter ligger i närheten av den plats där Minnehahafloden korsar Mississippifloden. Prospect Park Water Tower anges ofta vara stadens högsta punkt och ett plakat i Deming Heights Park utmärker den högsta toppen, men enligt Google Earth är den högsta toppen istället i närheten av Waite Park i nordöstra Minneapolis som är knappt 300 meter hög.

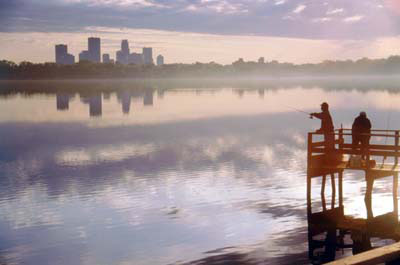
Lake Calhoun, eller idag känd som Bde Maka Ska.

Minneapolis har ett, i Övre mellanvästern, typiskt inlandsklimat. Vintrarna är ofta kalla och torra medan somrarna är behagliga även om det ibland blir hett och fuktigt. Enligt Köppens system ligger Minneapolis i zonen fuktigt kontinentalklimat (DFA) och USDA klassificerar odlingszonen till zon 5. Staden genomgår en stor mängd nederbörd och liknande väderfenomen, såsom snö, hagel, is, regn, åska, tornados och dimma. Den högsta uppmätta temperaturen i Minneapolis är 42,2 °C i juli 1936 och den lägsta uppmätta temperaturen är −40,6 °C i januari 1888. Den mest snörika vintern av de som har uppmäts var 1983-84 med drygt 2,5 meter snö.
På grund av dess nordliga läge i USA och brist på tillräckligt stora vattenförekomster i närheten för att sansa luften utsätts Minneapolis då och då för kalla arktiska luftmassor, speciellt under januari och februari. Den genomsnittliga årliga temperaturen på 7 °C gör Minneapolis-St.Paul till kallaste större stadsområde i kontinentala USA.

|                                            | Jan  | Feb  | Mar  | Apr  | Maj  | Jun   | Jul   | Aug   | Sep  | Okt  | Nov  | Dec  |
| ------------------------------------------ | ---- | ---- | ---- | ---- | ---- | ----- | ----- | ----- | ---- | ---- | ---- | ---- |
| Normaldygnets maximitemperaturs medelvärde | −6   | −2   | 4    | 14   | 21   | 26    | 29    | 27    | 22   | 14   | 4    | −3   |
| Normaldygnets minimitemperaturs medelvärde | −16  | −11  | −5   | 2    | 9    | 14    | 17    | 16    | 11   | 4    | −4   | −12  |
|                                            |      |      |      |      |      |       |       |       |      |      |      |      |
| Nederbörd                                  | 26,4 | 20,1 | 47,2 | 58,7 | 82,3 | 110,2 | 102,6 | 102,9 | 68,3 | 53,6 | 49,3 | 25,4 |

| Diagram | temperaturer i °C • månadsnederbörd i mm • Källa: | temperaturer i °C • månadsnederbörd i mm • Källa: | temperaturer i °C • månadsnederbörd i mm • Källa: | temperaturer i °C • månadsnederbörd i mm • Källa: | temperaturer i °C • månadsnederbörd i mm • Källa: | temperaturer i °C • månadsnederbörd i mm • Källa: | temperaturer i °C • månadsnederbörd i mm • Källa: | temperaturer i °C • månadsnederbörd i mm • Källa: | temperaturer i °C • månadsnederbörd i mm • Källa: | temperaturer i °C • månadsnederbörd i mm • Källa: | temperaturer i °C • månadsnederbörd i mm • Källa: | temperaturer i °C • månadsnederbörd i mm • Källa: |
|         | 26 -6 -16                                         | 20 -2 -11                                         | 47 4 -5                                           | 59 14 2                                           | 82 21 9                                           | 110 26 14                                         | 103 29 17                                         | 103 27 16                                         | 68 22 11                                          | 54 14 4                                           | 49 4 -4                                           | 25 -3 -12                                         |

## Demografi

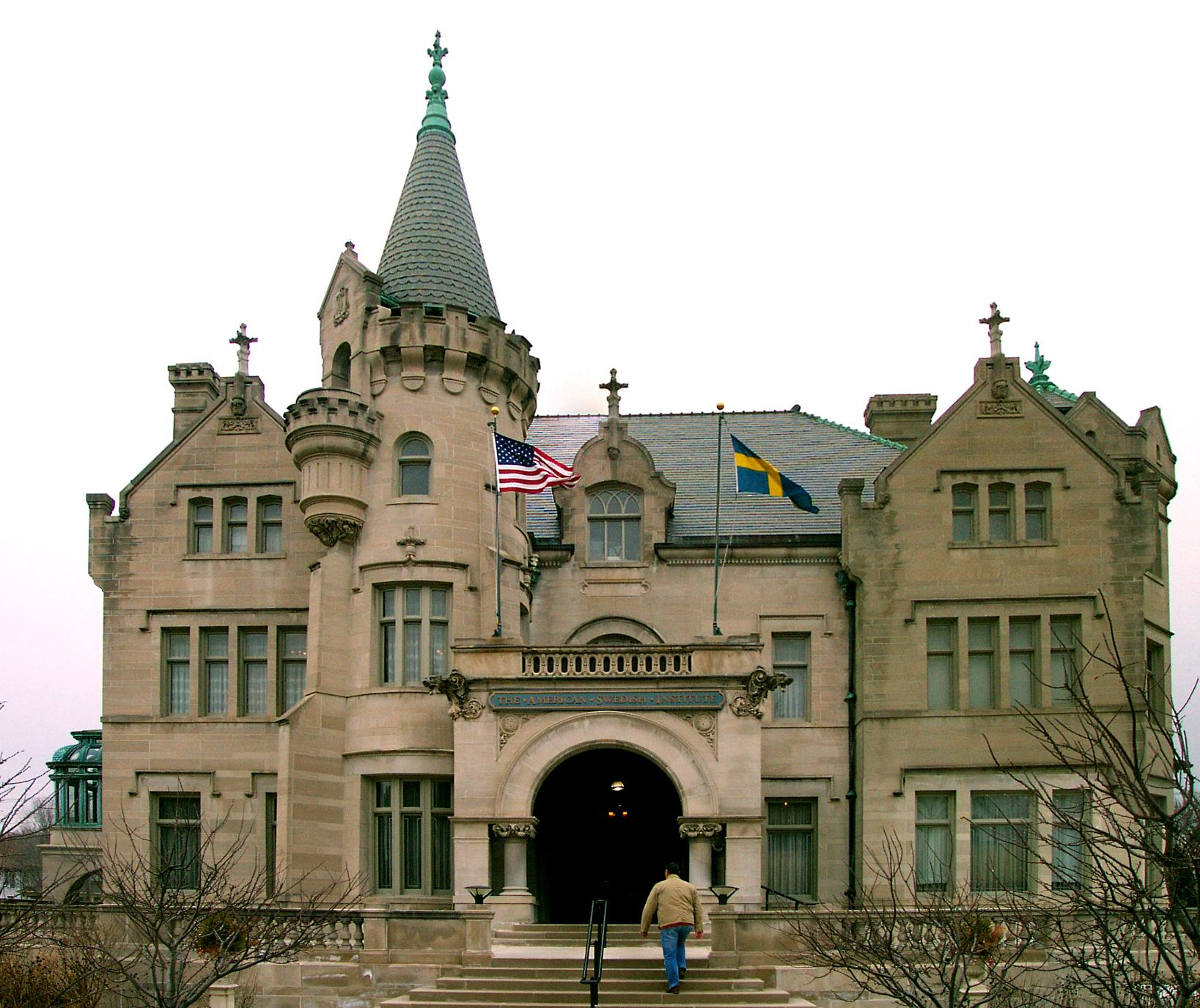
American Swedish Institute. Invandrare från Skandinavien invandrade med start från 1860-talet.

Lakotastammar, huvudsakligen från Mdewakanton var så tidigt som 1500-talet kända som permanent bosatta nära sitt heliga område, Saint Anthonyfallen. Nya bosättare anlände under 1850-1860-talet till Minneapolis, huvudsakligen från New England, New York och Kanada samt även från Sverige, Finland, Norge och Danmark. Gästarbetare från Mexiko och Latinamerika blev också en del av kulturen. Sedermera kom även invandrare från Tyskland, Italien, Grekland, Polen/Tjeckien samt östra och södra Europa. Dessa invandrare bosatte sig i nordöstra delen av staden, vilken fortfarande har kvar etniska influenser, framförallt i dess polska kvarter. Judar från Ryssland och övriga Östeuropa slog sig huvudsakligen ner i stadens nordliga delar innan de i stor skala flyttade till förorterna i väst under 1950- och 1960-talet. Asiater kom från Kina, Filippinerna, Japan och Korea. Två grupper kom en kort tid på grund av USA:s regerings evakueringar, japaner under 1940-talet och indianer under 1950-talet. Från 1970-talet och framåt har asiater kommit från Vietnam, Laos, Kambodja och Thailand. Från och med 1990-talet har ett stort antal latinos kommit, tillsammans med invandrare från Afrikas horn och då framförallt Somalia med upp till 40 000 invandrare. Under 2000-talet har Minneapolis invandrarvänlighet fortsatt och metropolis har ökat med 127% hos utlandsfödda mellan 1990- och 2000-talet.
United States Census Bureau uppskattade befolkningen i Minneapolis till 377 392 år 2007, vilket är en minskning med 1,4 % sedan folkräkningen 2000. Invånarantalet växte fram till 1950 när kulmen på 521 718 invånare nåddes, varefter folk flyttade ut till förorterna fram till runt 1990. Antalet afroamerikaner, asiater och spanjorer ökade under de senaste årtiondena, en trend som nu har ändrats. Enligt undersökningar gjorda mellan 2005 och 2007 är antalet icke-spanska vithyade 63,3 % av Minneapolis invånare vilket ökats från 62,5 % sedan 2000 Jämfört med resten av USA, enligt undersökningar gjorda 2005, har staden färre kaukasier, spanjorer, äldre och arbetslösa invånare, medan den har fler invånare över 18 år och fler med en college-examen. Bland medborgare i USA har Minneapolis den fjärde högsta andelen homosexuella och bisexuella av den vuxna populationen med 12,5 % (efter San Francisco samt strax efter Seattle och Atlanta).
Enligt undersökningen, gjord mellan 2005 och 2007, uppgår antalet vita till 68,1 % av Minneapolis invånare av vilka 63,3 % var icke-spanska vita. Antalet färgade eller afroamerikaner uppgick till 17,7 % av vilka 17,6 % var icke-spanska. Indianer utgjorde 1,3 % av Minneapolis population av vilka 1,2 % var icke-spanska. Asiat-amerikaner utgjorde 5,1 % av populationen, medan amerikaner med ursprung i Stillahavsöar utgjorde mindre än 0,1 %. Invånare från andra områden utgjorde 4,7 % av populationen av vilka 0,5 % var icke-spanska. Invånare som härstammar från flera områden utgjorde 3 % av befolkningen av vilka 2,7 % var icke-spanska. Därutöver utgjorde amerikaner med spanskt eller latinamerikanskt ursprung 9,5 % av befolkningen.
| Folkräkningen i Minneapolis från 1860 - 2007 | Folkräkningen i Minneapolis från 1860 - 2007 | Folkräkningen i Minneapolis från 1860 - 2007 | Folkräkningen i Minneapolis från 1860 - 2007 | Folkräkningen i Minneapolis från 1860 - 2007 | Folkräkningen i Minneapolis från 1860 - 2007 | Folkräkningen i Minneapolis från 1860 - 2007 | Folkräkningen i Minneapolis från 1860 - 2007 | Folkräkningen i Minneapolis från 1860 - 2007 | Folkräkningen i Minneapolis från 1860 - 2007 | Folkräkningen i Minneapolis från 1860 - 2007 | Folkräkningen i Minneapolis från 1860 - 2007 | Folkräkningen i Minneapolis från 1860 - 2007 | Folkräkningen i Minneapolis från 1860 - 2007 | Folkräkningen i Minneapolis från 1860 - 2007 | Folkräkningen i Minneapolis från 1860 - 2007 | Folkräkningen i Minneapolis från 1860 - 2007 | Folkräkningen i Minneapolis från 1860 - 2007 |
| -------------------------------------------- | -------------------------------------------- | -------------------------------------------- | -------------------------------------------- | -------------------------------------------- | -------------------------------------------- | -------------------------------------------- | -------------------------------------------- | -------------------------------------------- | -------------------------------------------- | -------------------------------------------- | -------------------------------------------- | -------------------------------------------- | -------------------------------------------- | -------------------------------------------- | -------------------------------------------- | -------------------------------------------- | -------------------------------------------- |
| År                                           | 1860                                         | 1870                                         | 1880                                         | 1890                                         | 1900                                         | 1910                                         | 1920                                         | 1930                                         | 1940                                         | 1950                                         | 1960                                         | 1970                                         | 1980                                         | 1990                                         | 2000                                         | 2005                                         | 2007                                         |
| Invånarantal                                 | 3 000                                        | 13 000                                       | 46 887                                       | 164 738                                      | 202 718                                      | 301 408                                      | 380 582                                      | 464 356                                      | 492 370                                      | 521 718                                      | 482 872                                      | 434 400                                      | 370 951                                      | 368 383                                      | 382 618                                      | 372 811                                      | 377 392                                      |
| Placering i USA                              | —                                            | —                                            | 38                                           | 18                                           | 19                                           | 18                                           | 18                                           | 15                                           | 16                                           | 17                                           | 25                                           | 32                                           | 34                                           | 42                                           | —                                            | —                                            | —                                            |

## Ekonomi

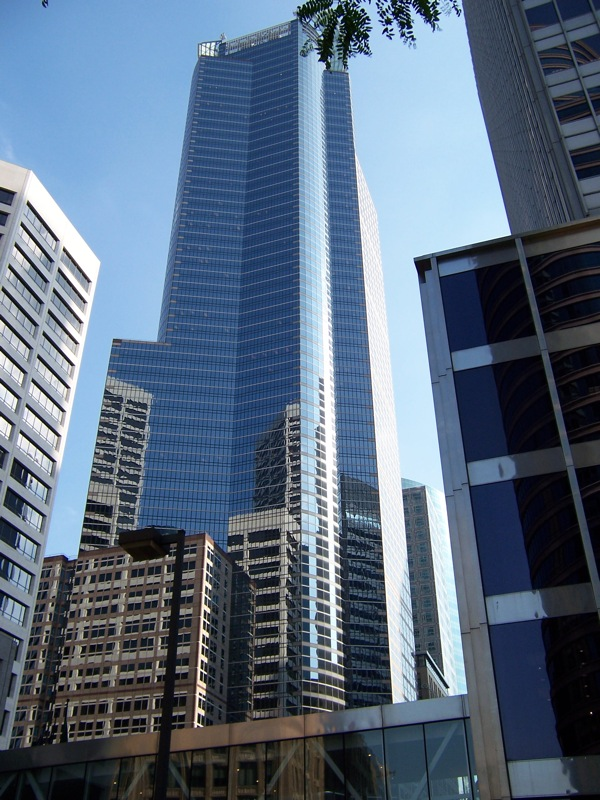
Skyskrapa i Minneapolis tillhörande ett finansbolag från Minneapolis.

Ekonomin i dagens Minneapolis är huvudsakligen grundad på handel, finansväsen, järnvägs- och lastbilstjänster, hälsovård och industrier. Mindre delar finns i branscherna förlagsverksamhet, malning, livsmedelsframställning, grafisk konst, försäkringar, utbildning och högteknologi. Industrin producerar motorfordon och andra metallprodukter, kemikalier, jordbruksprodukter, elektronik, datorer, medicinska instrument och utrustning, plast och maskiner.
Fem huvudkvarter från företag på listan Fortune 500 finns i Minneapolis, Target Corporation, U.S. Bancorp, Xcel Energy, Ameriprise Financial och Thrivent Financial for Lutherans. På deras lista med 1000 företag, Fortune 1000, listas även PepsiAmericas, Valspar och Donaldson Company. Förutom arbete inom staten är stadens största arbetsgivare Target, Wells Fargo, Ameriprise, Star Tribune, U.S. Bancorp, Xcel Energy, IBM, Piper Jaffray, RBC Dain Rauscher, ING Group, och Qwest.

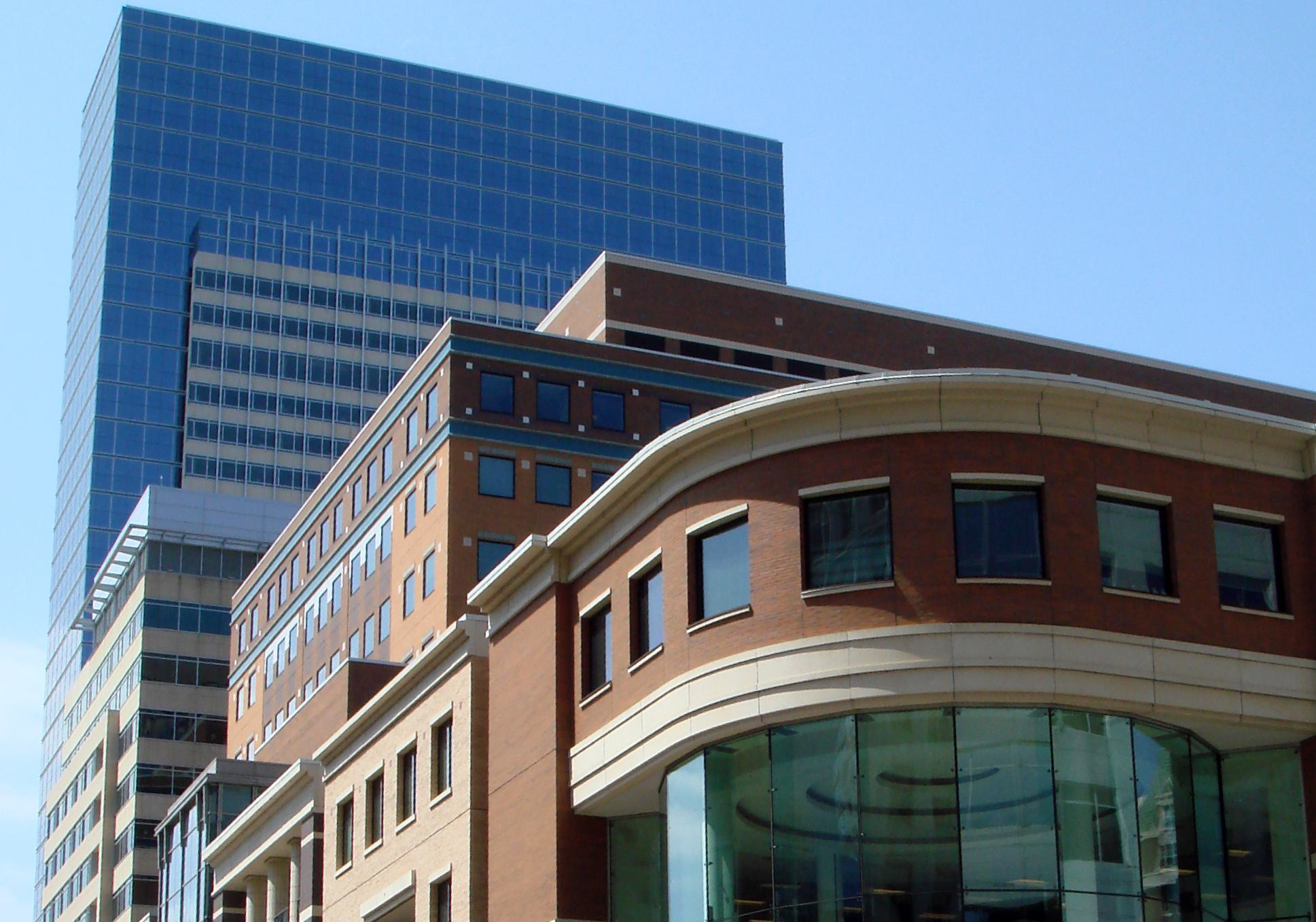
Target Corporation med över 366 000 anställda har 1 685 affärer i alla USA:s stater förutom Vermont.

Wi-Fi-tillgänglighet, transportlösningar, medicinska försök, universitetsforskning och uTVecklingsutgifter, utbildningen hos arbetskraften och energibevarande är så långt över USA:s genomsnitt att staden 2005 utsågs till "Top Tech City" (Bästa tekniska staden ung.) av tidningen Popular Science. Staden utsågs till den näst bästa staden 2006 enligt en omröstning gjord av ett finansföretag kallat "Kiplinger's" av "smarta ställen att leva i". Staden utsågs även till en av "Sju coola städer" för unga proffs.
Twin Cities bidrar till 63,8 % av statens totala produktion. Området runt metropolis sammanlagda produktionssumma av $145,8 miljarder och dess per capita-inkomst ligger på 14 plats i USA. År 2000 sjönk inkomsten för att återigen stiga med 3,8 % år 2005, även om det var under landets genomsnittliga 5 %.
Federal Reserve i Minneapolis försörjer Minnesota, Montana, North och South Dakota och delar av Wisconsin och Michigan.

## Kultur

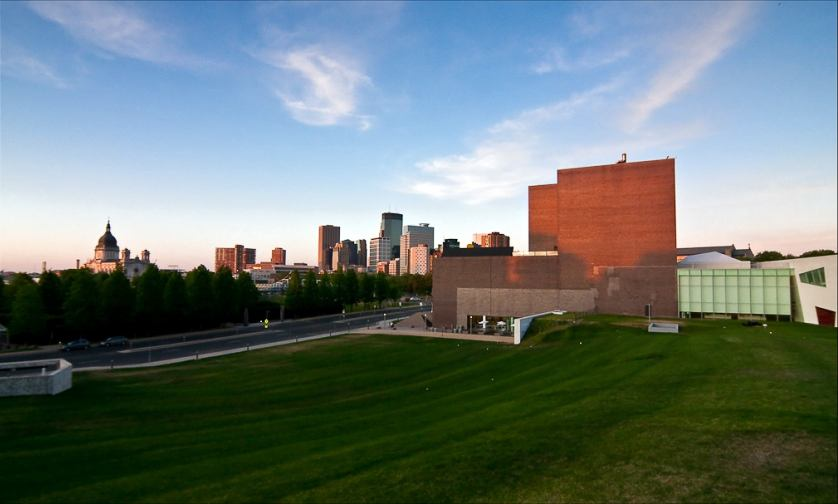
Walker Art Center innehåller samtidskonst och performance och innehåller även en av landets fem största samtidskonstsamlingar.

Regionens invånare ser näst efter New York mest teater per capita och har den tredje största teatermarknaden i USA efter New York och Chicago, med teatrar som "Illusion", "Jungle", "Mixed Blood Theatre Company", "Penumbra", "Mu Performing Arts", "Bedlam Theatre", "the Brave New Workshop", "the Minnesota Dance Theatre", "Red Eye", "Skewed Visions", "Theater Latté Da", "In the Heart of the Beast Puppet and Mask Theatre", "Lundstrum Center for the Performing Arts", och "the Children's Theatre Company". Staden hyser Minnesota Fringe Festival, landets största av jury obedömda konstfestival. Den franska arkitekten Jean Nouvel formgav ett nytt trescenskomplex för Guthrie Theater, ett prototypalternativ till Broadway som grundades i Minneapolis 1963. Minneapolis köpte och renoverade teatrar som "Orpheum", "State Theatre" och "Pantages Theatre" vaudeville och filmhus på Hennepin Avenue som nu används för konserter och föreställningar. Slutligen renoverades en fjärde teater för att bli en del av Hennepin Center for the Arts, för att tillsammans bilda Minnesota Shubert Performing Arts and Education Center, där tjugo teatergrupper huserar samt webbaserad konstutbildning finns tillgänglig.
Minneapolis Institute of Art som byggdes 1915 i södra centrala Minneapolis, är stadens största konstmuseum med 100 000 konststycken i dess permanenta kollektion. En ny flygel formgiven av Michael Graves färdigställdes 2006 för samtida och moderna verk och mer galleriutrymme. Walker Art Center är beläget på toppen av Lowry Hill nära stadens downtown. Museets storlek dubblerades 2005 av Herzog & de Meuron och fortsätter att expanderas med 6,1 hektar med en park som formgivits av Michel Desvigne TVärs över gatan från Minneapolis Sculpture Garden. Weisman Art Museum, som formgavs av Frank Gehry för University of Minnesota, öppnade 1993. En ny del, formgiven av samma person, beräknades öppna 2009.

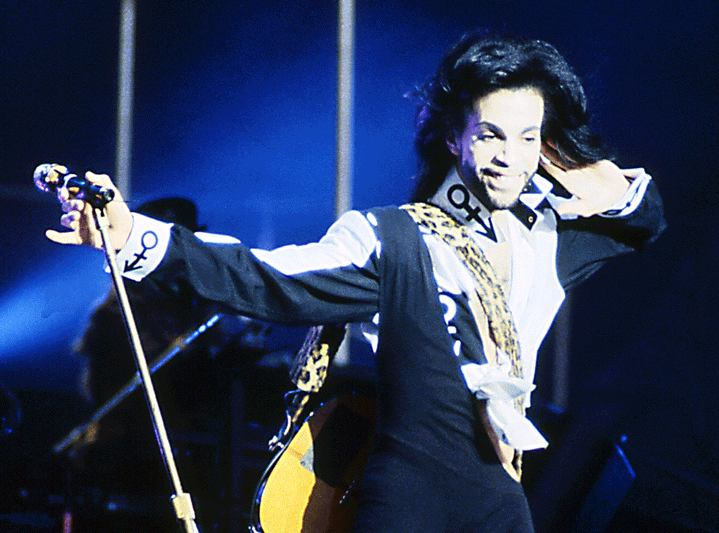
Prince studerade vid Minnesota Dance Theatre genom Minneapolis Public Schools.

Prince är Minneapolis mest kända musikaliska personlighet. Med andra lokala musiker, av vilka många spelade in på Twin/Tone Records, hjälpte han till att göra First Avenue och 7th Street Entry till mötesplatser för både artister och publik. Andra framstående artister från Minneapolis är bland annat Soul Asylum, Hüsker Dü och The Replacements, vars frontman Paul Westerberg fortsatte med en framgångsrik solokarriär, och vars basist Tommy Stinson spelar i Guns N' Roses. The Replacements och Hüsker Dü anses ofta vara första vågens punkrocksband som härstammar från Minneapolis, en genre som har återuppväckts av nya hardcore-punkband såsom Set Your Goals och the Grunge-influerade Slaughter on Penn Ave.
Minnesota Orchestra spelar klassisk och populär musik i Orchestra Hall under regissören Osmo Vänskä vars mål är att göra den till landets bästa. 2008 öppnade den 100 år gamla MacPhail Center for Music en ny facilitet formgiven av James Dayton.
Tom Waits släppte två sånger om staden, Christmas Card from a Hooker in Minneapolis (Blue Valentine 1978) och 9th & Hennepin (Rain Dogs 1985) och Lucinda Williams spelade in Minneapolis (World Without Tears 2003). Staden, där MN Spoken Word Association och det självständiga hip-hopskivbolaget Rhymesayers Entertainment huserar i staden, som har fått uppmärksamhet för rap, hiphop och spoken word. Hiphop-gruppen Atmosphere, alla från Minneapolis, nämner ofta staden i sina sångtexter.
Minneapolis och Seattle är tillsammans Amerikas mest bildade städer. Minneapolis, som ett center för tryckning och utgivning av böcker, var ett naturligt ställe för konstnärer att öppna "Open Book", det största litteratur- och bokkonstcentret i USA, som utgörs av Loft Literary Center, Minnesota Center for Book Arts och Milkweed Editions, som emellanåt kallas landets största självständiga ideella litterära utgivare. Centret ställer ut och lär ut både samtida konst och traditionella metoder att skriva, göra papper, trycka brev och binda böcker.

## Sport
| Professionella idrottsklubbar i Minneapolis | Professionella idrottsklubbar i Minneapolis | Professionella idrottsklubbar i Minneapolis                             | Professionella idrottsklubbar i Minneapolis | Professionella idrottsklubbar i Minneapolis | Professionella idrottsklubbar i Minneapolis |
| Klubb                                       | Sport                                       | Liga                                                                    | Hemmaarena                                  | Etablerad                                   | Mästerskapstitlar                           |
| ------------------------------------------- | ------------------------------------------- | ----------------------------------------------------------------------- | ------------------------------------------- | ------------------------------------------- | ------------------------------------------- |
| Minnesota Twins                             | Baseboll                                    | Major League Baseball, American League, Central Division                | Target Field                                | 1961                                        | World Series-mästare 1987 och 1991          |
| Minnesota Vikings                           | Amerikansk fotboll                          | National Football League, National Football Conference, North Division  | U.S. Bank Stadium                           | 1961                                        | NFL-mästare 1969                            |
| Minnesota Timberwolves                      | Basket                                      | National Basketball Association, Western Conference, Northwest Division | Target Center                               | 1989                                        |                                             |
| Minnesota Lynx                              | Basket                                      | Women's National Basketball Association, Western Conference             | Target Center                               | 1999                                        | WNBA-mästare 2011, 2013 och 2015            |
| Minnesota United                            | Fotboll                                     | Major League Soccer, Western Conference                                 | TCF Bank Stadium                            | 2017                                        |                                             |

### Baseboll

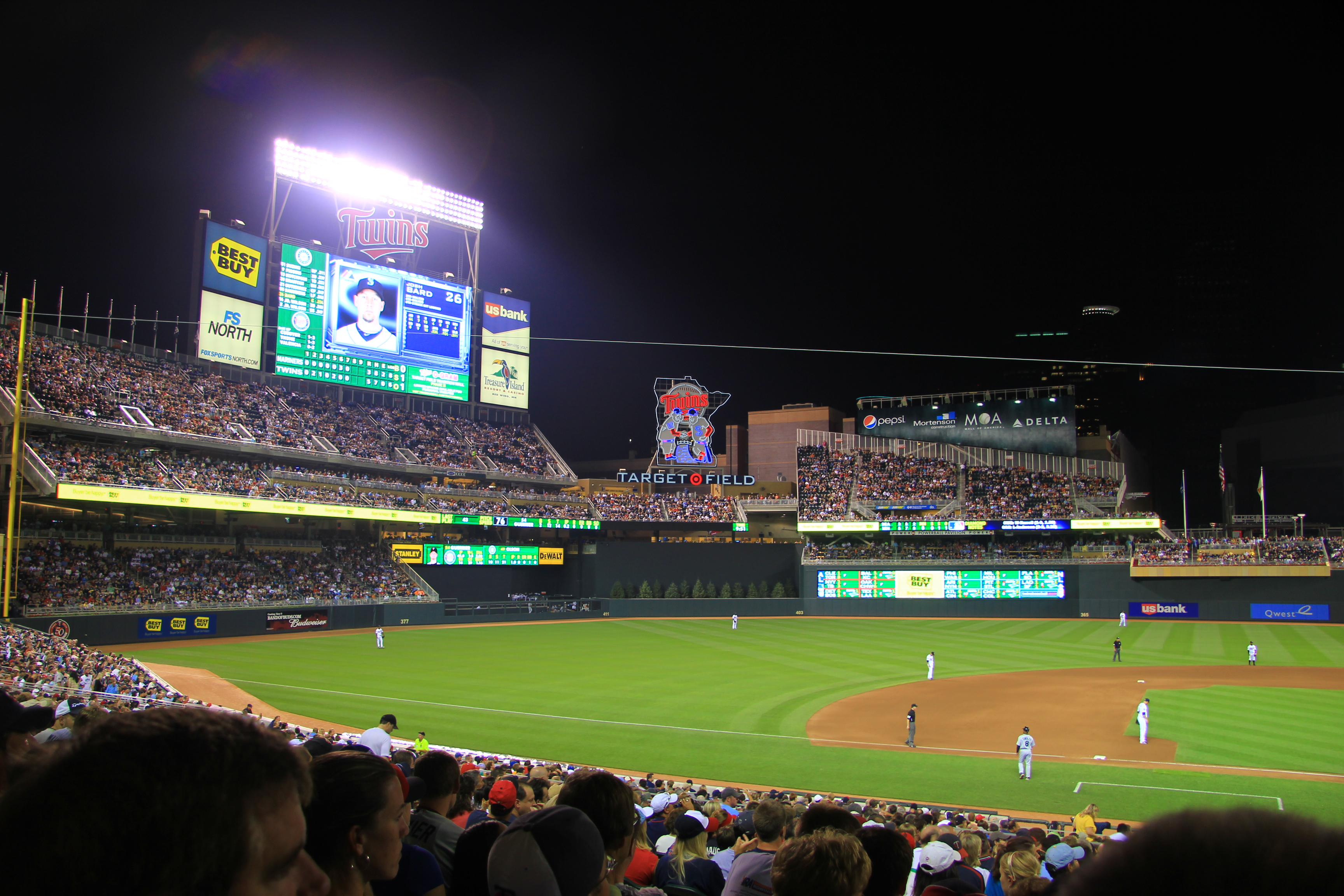
Minnesota Twins hemmaarena Target Field.

1884 grundades basebollklubben Minneapolis Millers, som var en mycket framgångsrik klubb i Minor League Baseball och spelade fram till och med 1960. För klubben spelade 15 spelare som senare valdes in i National Baseball Hall of Fame.
Millers upphörde när staden fick en klubb i Major League Baseball (MLB) för första gången 1961. Det var en redan existerande klubb, Washington Senators, som flyttade till Minneapolis inför säsongen och bytte namn till Minnesota Twins. Twins spelade från början i Metropolitan Stadium, men flyttade 1982 till inomhusarenan Hubert H. Humphrey Metrodome. Där nådde klubben stora framgångar och vann World Series två gånger, 1987 och 1991. Sedan 2010 spelar klubben i Target Field.

### Amerikansk fotboll
Med början 1905 fanns en proffsklubb i amerikansk fotboll i staden. Klubben hette Minneapolis Marines och gick 1921 med i National Football League (NFL), som då hette American Professional Football Association. Klubben lades ned efter 1924 års säsong, men återuppstod 1929–1930 under namnet Minneapolis Red Jackets.
Därefter dröjde det till 1961 innan NFL återkom till Minneapolis, i form av en ny klubb som fick namnet Minnesota Vikings. Liksom basebollklubben Twins spelade Vikings 1961–1981 i Metropolitan Stadium och därefter i Hubert H. Humphrey Metrodome. Där blev man kvar något längre än Twins, till och med 2013, och efter två säsonger i den tillfälliga hemmaarenan TCF Bank Stadium spelar Vikings sedan 2016 i U.S. Bank Stadium. Vikings har spelat i Super Bowl fyra gånger (Super Bowl IV 1970, Super Bowl VIII 1974, Super Bowl IX 1975 och Super Bowl XI 1977), men förlorat samtliga.

### Basket
Under 1940- och 1950-talen vann basketklubben Minneapolis Lakers sex mästerskap i tre olika ligor (National Basketball League [NBL], Basketball Association of America [BAA] och National Basketball Association [NBA]) innan klubben flyttade till Los Angeles 1960 och bytte namn till Los Angeles Lakers. Klubben var den första från Minneapolis att spela i den högsta ligan i någon sport.
1989 började den nya klubben Minnesota Timberwolves spela i NBA. Första säsongen spelade även de i Hubert H. Humphrey Metrodome för att därefter flytta till Target Center. Klubben har aldrig blivit NBA-mästare.
Tio år efter Timberwolves kom Minnesota Lynx i Women's National Basketball Association (WNBA) 1999. Det var också en nybildad klubb och de har hela tiden spelat i Target Center. Lynx har vunnit WNBA-mästerskapet tre gånger, 2011, 2013 och 2015.

### Fotboll
Fotbollsklubben Minnesota United började spela i Major League Soccer (MLS) 2017 som en nybildad klubb. Den första hemmaarenan var TCF Bank Stadium.

### Övrigt

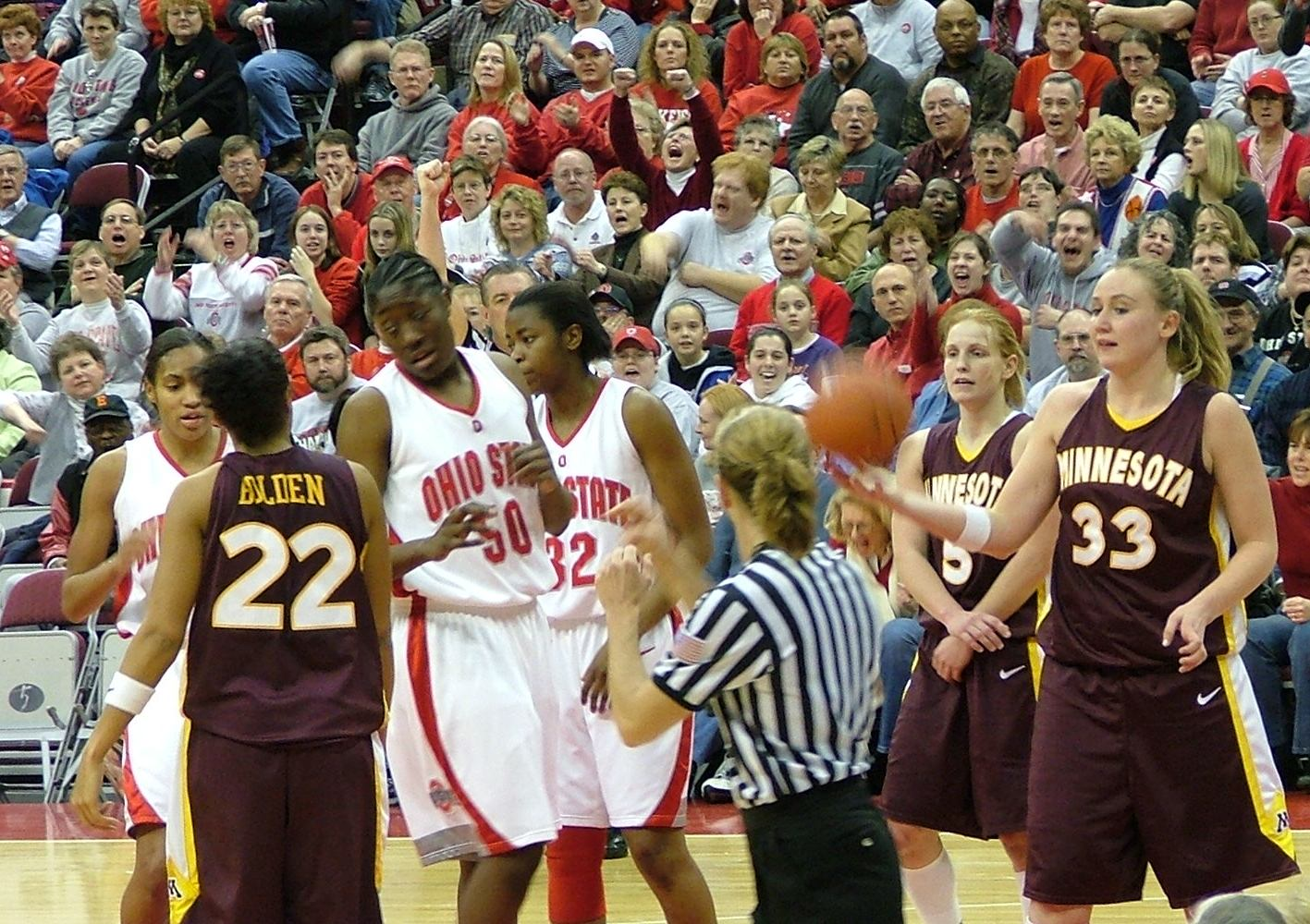
Minnesota Golden Gophers basketlag.

Ishockeyklubben Minnesota Wild i National Hockey League (NHL) spelar i Xcel Energy Center i grannstaden St. Paul.
American Wrestling Association (AWA) drevs i Minneapolis från 1960 till 1990-talet.
Bland större sportevenemang som hållits i staden kan bland annat Super Bowl XXVI 1992, fjärde finalen av NCAA Men's Division I Basketball Championship 1992 och 2001 samt världsmästerskapen i konståkning 1998 nämnas.
Talangfulla amatöridrottsmän har spelat i olika skolor i Minneapolis. Med start från 1920- och 1930-talen har skolor i centrala Minneapolis samt De La Salle High School och Marshall High School rönt stora framgångar. Från och med 1930-talet har Minnesota Golden Gophers vunnit åtskilliga nationella mästerskap i baseboll, boxning, amerikansk fotboll, golf, gymnastik, ishockey, velodromcykling inomhus och utomhus, simning och brottning.

## Parker och rekreation

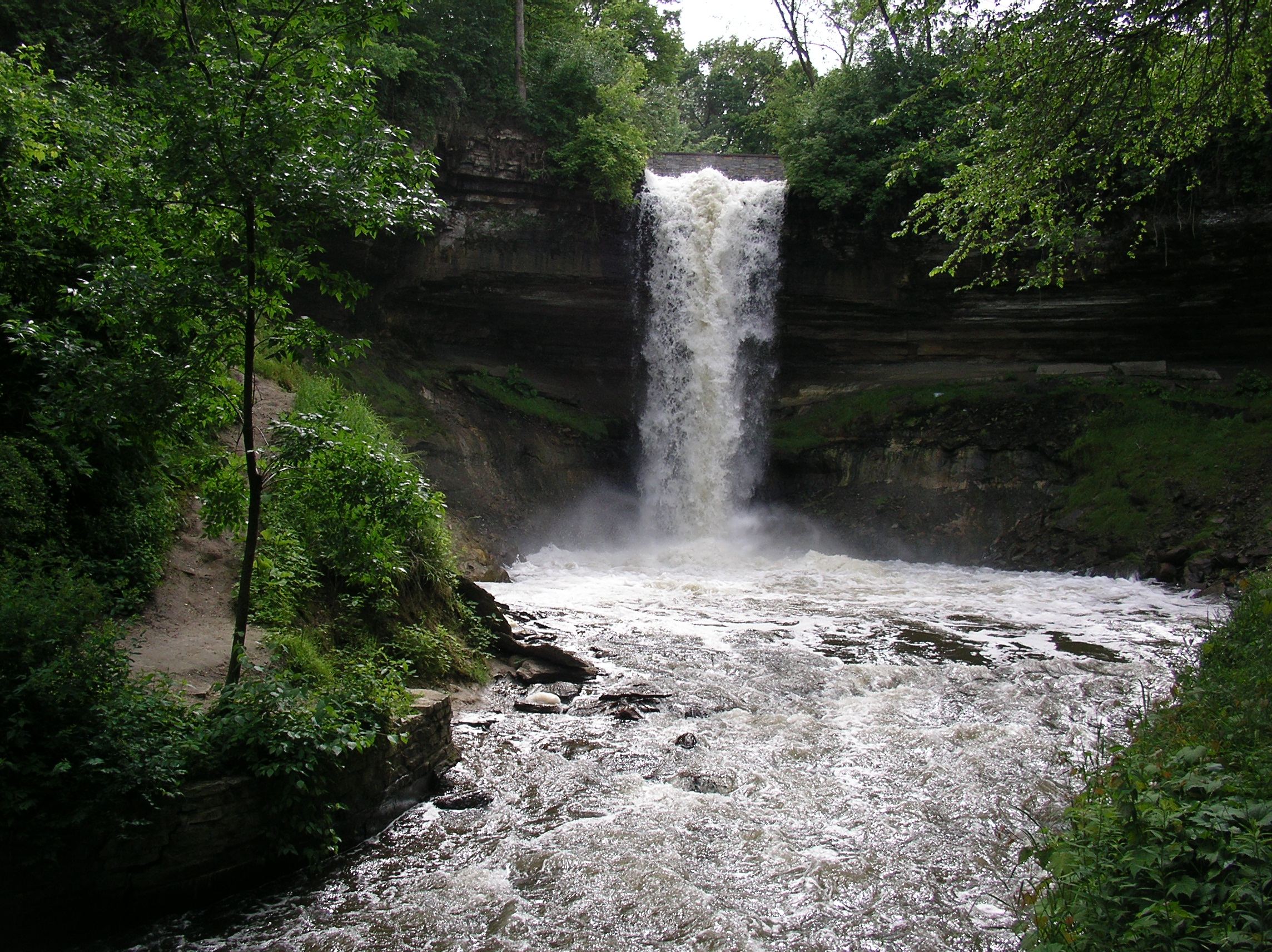
Minnehaha Falls ligger i en 78 ha stor stadspark.

Minneapolis parksystem har kallats den bäst formgivna, bäst finansierade och bäst underhållna i USA. Försiktighetsåtgärder, donationer och insatser av viktiga personer gjorde att arkitekten Horace Cleveland kunde skapa sin finaste landskapsarkitektur, där han bevarade geografiska landmärken och länkade ihop dem med boulevarder och parkvägar. De olika delarna av stadsdelen Chain of Lakes förbinds av cykel-, joggings- och gångvägar. Det finns också tillgång till simning, fiske, picknick, båtturer och skridskoåkning. En parkväg för bilar, en cykelväg och en gångväg för fotgängare går längs med den 84 km långa vägen som går vid Grand Rounds Scenic Byway. Invånare i staden trotsar varje år det kalla vädret under december för att se på nattliga parader, så kallade Holidazzle Parade.
Theodore Wirth har lett utvecklingen av parksystemet. Idag är 16,6 % av staden parker och det finns 72 kvadratmeter park per invånare och var 2008 den mest parktäta staden per invånare av städer med liknande befolkningstäthet i USA.

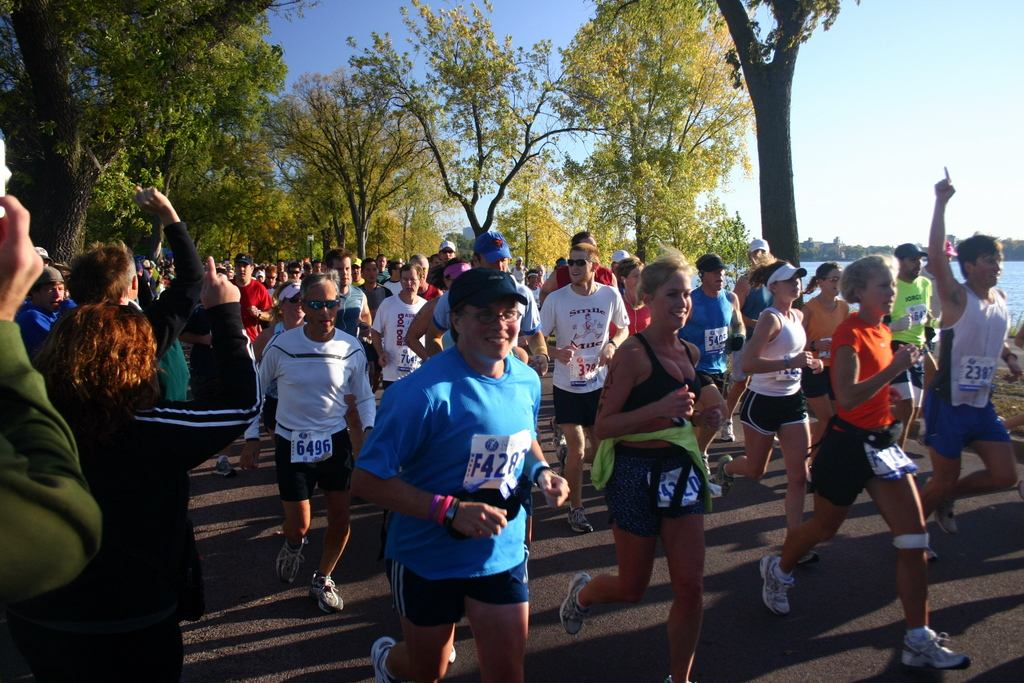
Maraton i Minneapolis 2006.

Parkerna sammanlänkas på många ställen och en organisation kallad Mississippi National River and Recreation Area kopplar ihop regionala parker och besökscenter. Landets äldsta publika vildblomsträdgård, Eloise Butler Wildflower Garden and Bird Sanctuary, ligger i Theodore Wirth Park som ligger i förorten Golden Valley är runt 60 % av Central Parks storlek. Minnehaha Park, som innehåller Minnehahafallen, som är 16 meter höga, är en av stadens äldsta och mest populära parker och har över 500 000 besökare per år. Henry Wadsworth Longfellow gav Hiawathas fru namnet Minnehaha från vattenfallen i Minneapolis i The Song of Hiawatha, en bästsäljande och ofta parodierad 1800-talsdikt.
Runner's World klassar Minneapolis och Saint Paul som Amerikas sjätte bästa stad för löpare. Minneapolis maraton, halvmaraton och 5K startade i maj 2009 med mer än 1 500 på startlinjen. Twin Cities Marathon går genom Minneapolis och Saint Paul i oktober varje år och drar drygt 250 000 besökare. Maratonet är ett kval till Bostons maraton och OS. Det finns tre lopp utöver det riktiga maratonet; Ett lopp för barn, ett lopp på 1,6 km (1 mile) samt ett lopp på 16 km. I Minneapolis bor det fler golfare per capita än i någon annan större stad i USA.
Det finns fem golfbanor i staden. Minnesota har landets största mängd cyklister, sportfiskare och skidåkare per capita. Hennepin County har landets näst högsta mängd hästar per capita i USA. Scott och Brennan Olson skapade (och sedermera sålde) rollerblade, företaget som populariserade inlinesåkning.

### Valley Fair

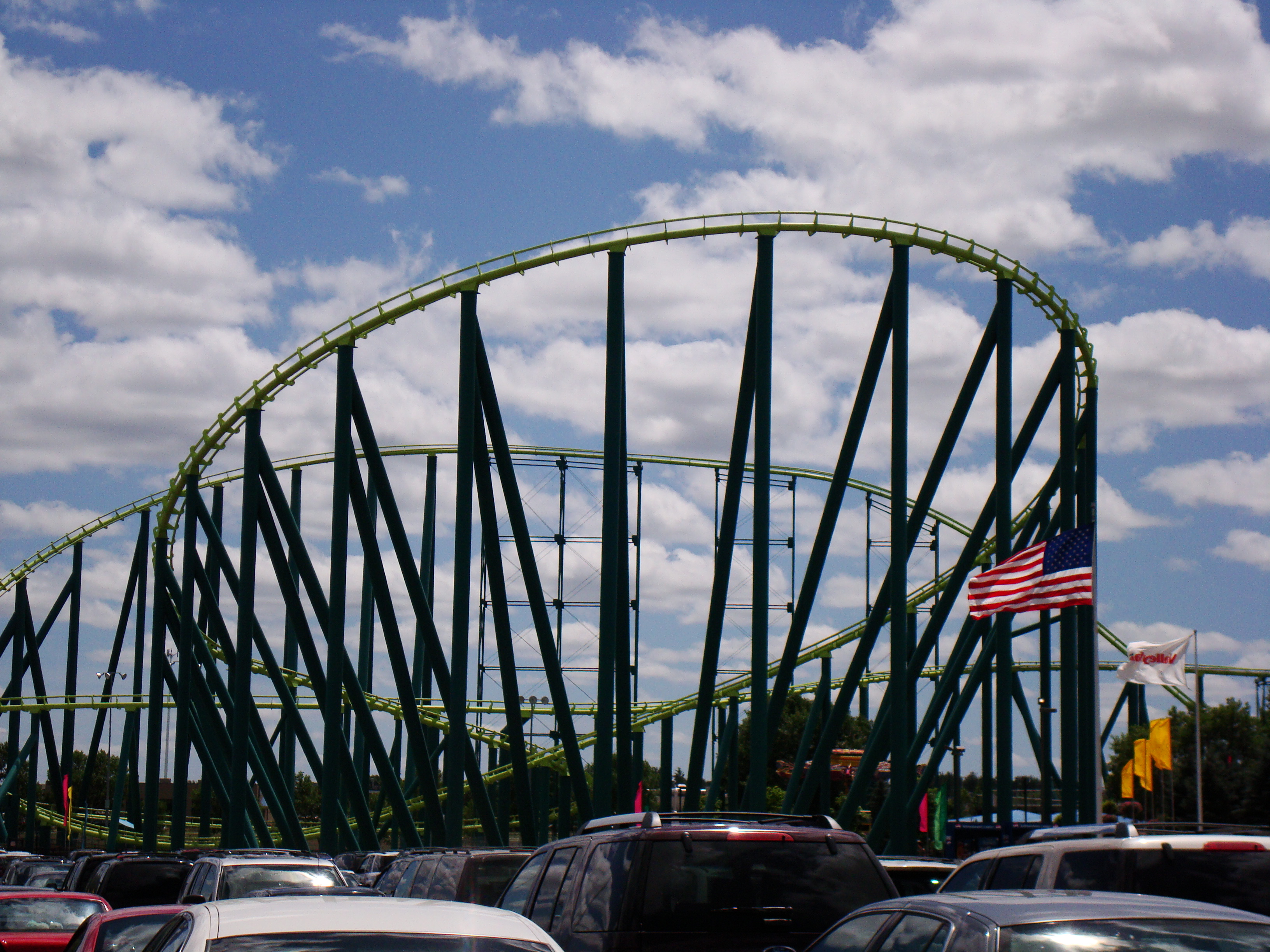
En av berg och dalbanorna på Valley Fair.

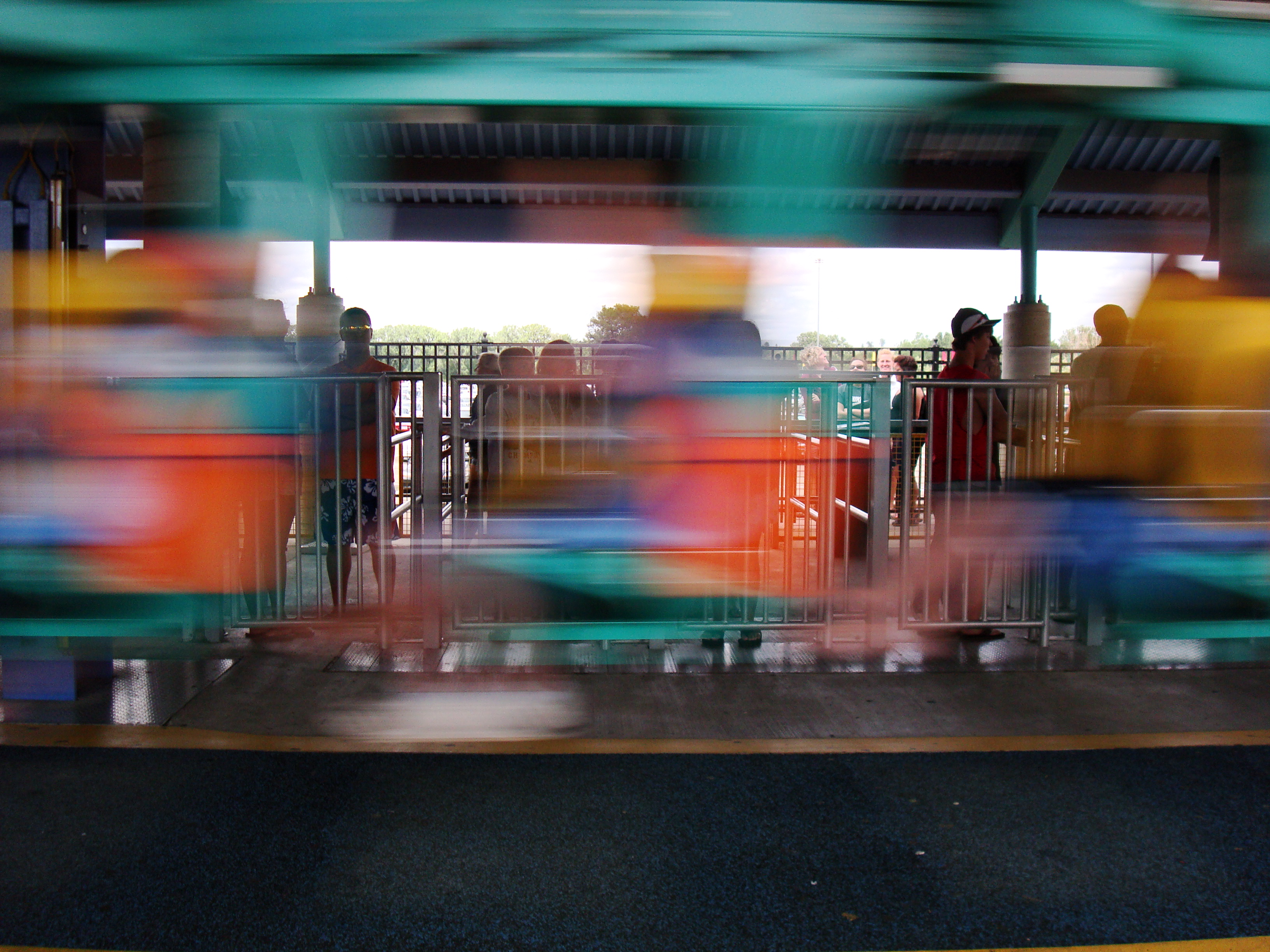
Åkattraktion på Valley Fair.

Valley Fair är en 0,5 km² stor nöjespark i Minneapolis. Nöjesparken har drygt 75 åkattraktioner, av vilka åtta är berg- och dalbanor. Parken öppnade 1976 till en kostnad av 7,5 miljoner dollar och ägs av Cedar Fair Entertainment Company. Parken är öppen mellan Memorial Day och Labor Day samt runt Halloween under namnet Valley Scare. Trots att parken inte är lika känd som bland annat Cedar Point så har Valley Fair många kända åkattraktioner. Sedan starten har Cedar Fair Entertainment Company spenderat 96 miljoner dollar på parken.

## Styre

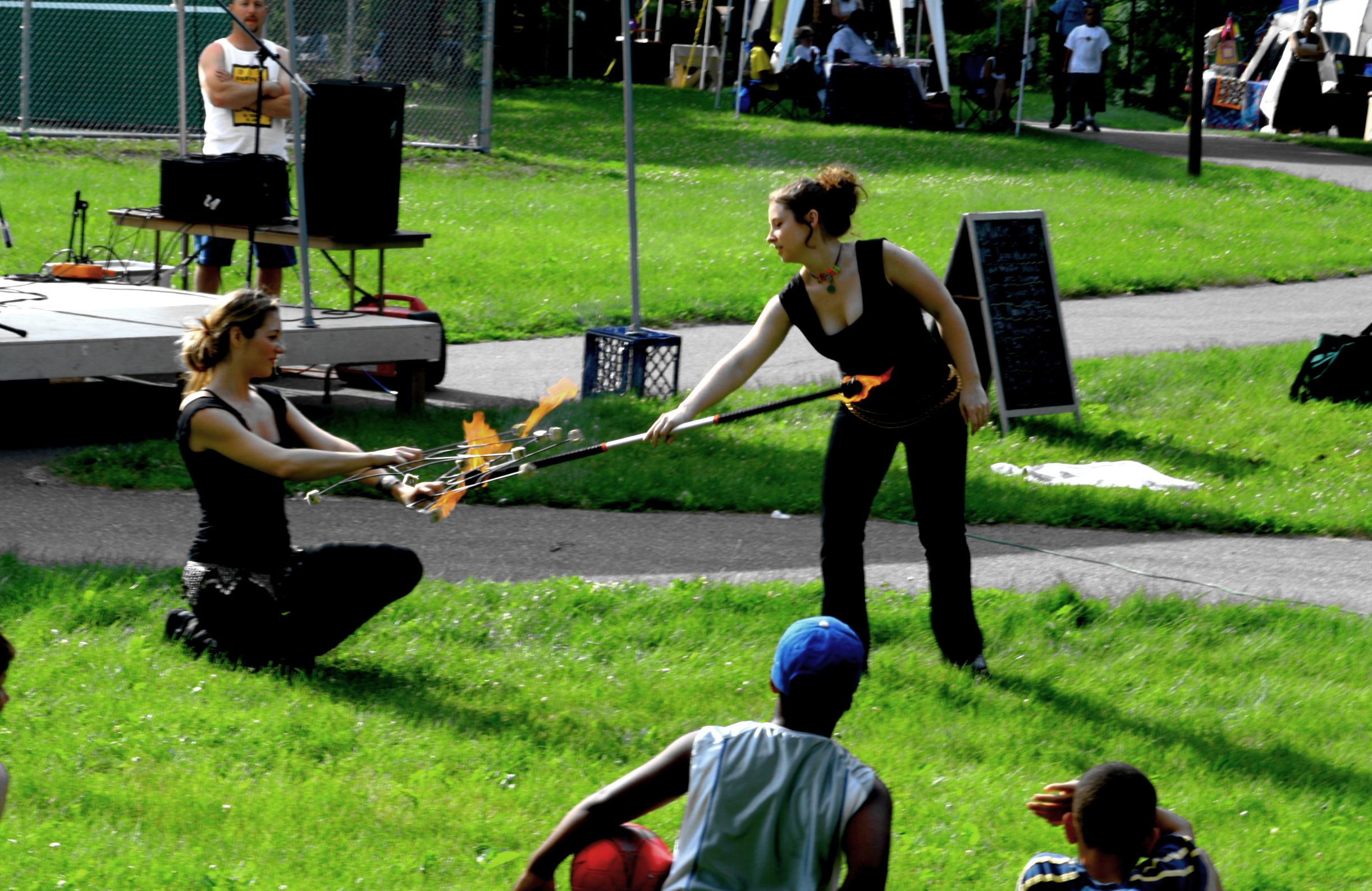
Fest i ett av Minneapolis 81 grannskap, Willard-Hay.

Minneapolis är huvudsätet för partiet Minnesota Democratic-Farmer-Labor Party (DFL), ett dotterparti till Demokratiska partiet. Minneapolis stadsråd har mest kraft och representerar stadens 13 distrikt - i USA kallat ward. Rådet har tolv medlemmar från DFL och en från Green Party of Minnesota. R. T. Rybak, även han från DFL, är den nuvarande borgmästaren i Minneapolis. Borgmästarens makt är relativt liten men har lite att säga till om som att utse personer till till exempel polischef. Parker, beskattning och allmännyttiga byggnader har halvsjälvständiga nämnder och uttaxerar sina egna skatter och avgifter med reservation för Board of Estimamte and Taxation limits.
Invånarna i staden har en unik och kraftfull påverkan på grannskapspolitiken. Grannar samordnar aktiviteter med hjälp av Neighborhood Revitalization Progam (NRP) som skapades på 1990-talet av staden och staten som beviljade 400 miljoner dollar för programmet i mer än 20 år. Minneapolis är uppdelat i samhällen, som i sin tur är uppdelat i grannskap. I vissa fall arbetar två eller fler grannskap tillsammans under en organisation. Några områden är allmänt kända som smeknamn av näringslivsorganisationer.

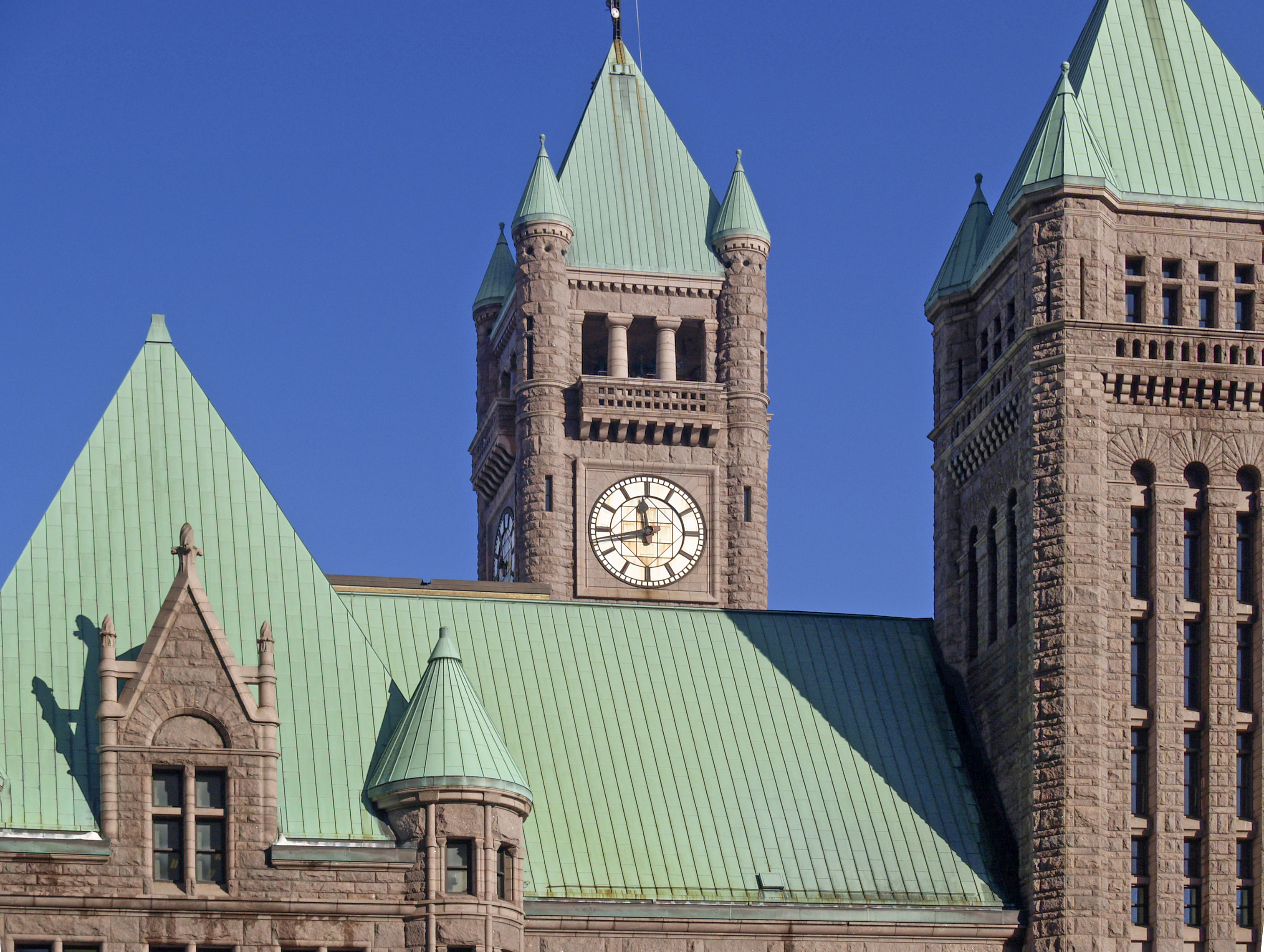
Minneapolis City Hall, stadshuset i Minneapolis.

Jordens dags organisatörer klassade Minneapolis som nionde bästa stad över huvud taget och näst bäst bland städer av medelstorlek i Urban Environment Report (2007), en studie baserad på indikatorer av miljöbetingad hälsa och dess påverkan på människor.
Tidigt i Minneapolis historia upplevde staden en period av korruption i det lokala styret och brott var vanligt fram till en ekonomisk lågkonjunktur i mitten av 1900-talet. Efter 1950 minskade befolkningen och stora delar av downtown förlorades på grund av stadsförnyelse och byggande av större vägar. Resultatet var en avstannad och fröjdfull miljö fram till 1990-talet. Tillsammans med ekonomisk återhämtning ökade antalet mord. Polisdepartementet i Minneapolis importerade ett datasystem från New York som sände officerare till brottstäta områden trots anklagelser mot rasprofilering; resultatet var en minskning av större brott. Efter 1999 ökade antalet mord under fyra år, till det högsta i modern historia under 2006, varpå det gick ner 22% från 2007 till 2008 och 39% från 2006. Politikerna debatterar om orsaker och lösningar, bland annat att utöka antalet poliser, att ge ungdomar alternativ till gäng och droger och att hjälpa familjer som lever i fattigdom. Man investerade under 2007 i allmän säker infrastruktur, anställde mer än 40 nya poliser och fick en ny polischef, Tim Dolan.

## Utbildning

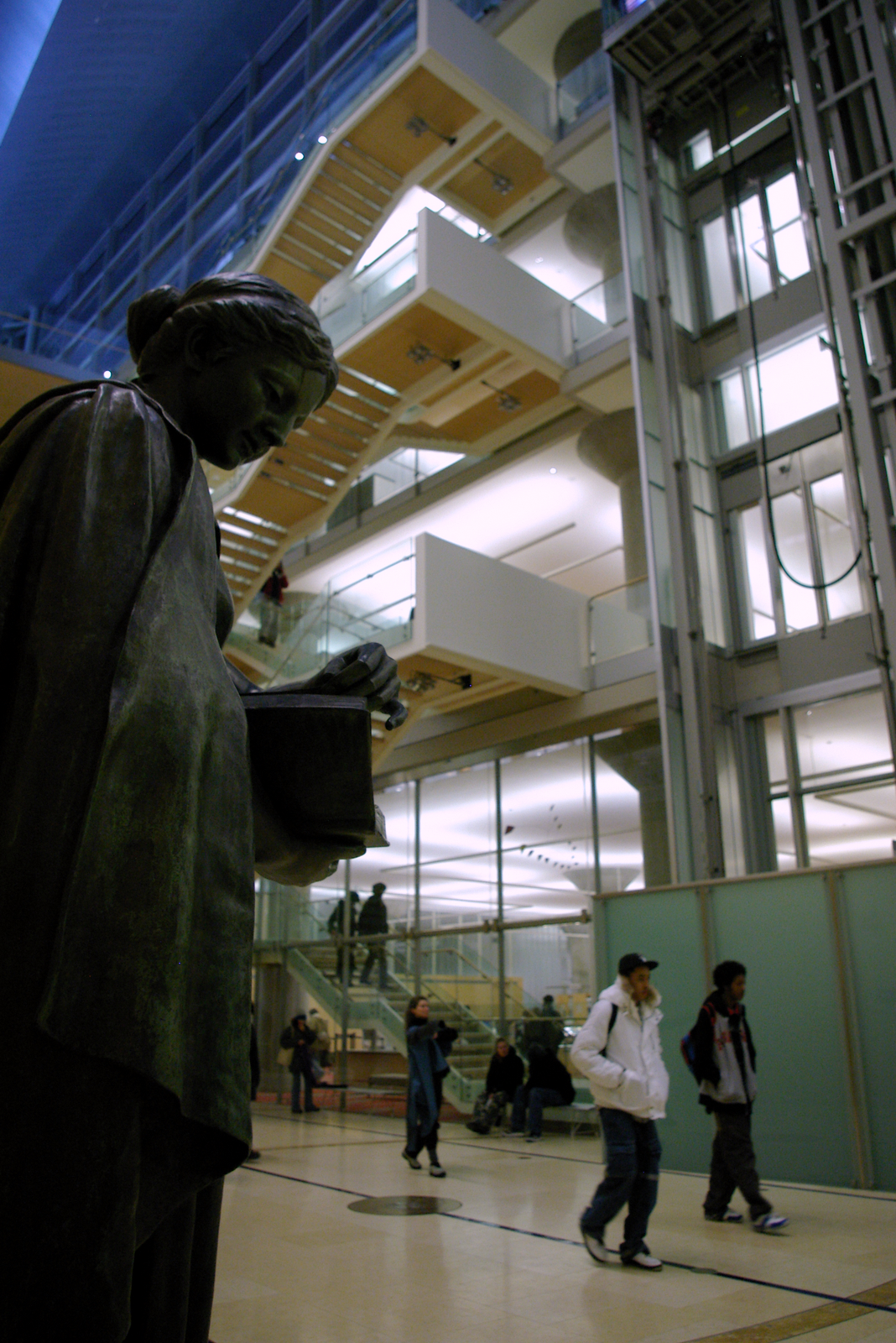
Bibliotek i Minneapolis.

Skolorna i Minneapolis består av 36 370 studenter i både grundskola och efterföljande studier, såsom High School. Distriktet administrerar runt 100 allmänna skolor av vilka 45 är grundskolor, sju mellanskolor, sju high schools, åtta särskolor, åtta alternativa skolor, 19 förkortade alternativa skolor och fem charter schools. Med auktoritet som beviljas av statens lagstiftande makt är skolstyrelsen inblandad i politik, väljer skolinspektörer och övervakar distriktets budget, läroplan, personal och institutioner. Studenterna talar nittio olika modersmål och de flesta skolmeddelanden skrivs på engelska, hmongspråket, spanska och somaliska. Runt 44% av studenterna i Minneapolis Public School (Minneapolis allmänna skolor) utexaminerar, vilket sätter staden på sjätte sämsta plats av landets 50 största städer. Förutom allmänna skolor finns det i staden mer än 20 privatskolor och akademier samt omkring 20 charter schools.
Minneapolis collegemiljö domineras av det huvudsakliga campuset som tillhör University of Minnesota där fler än 50 000 studenter, akademiker och överliggare närvarar vid fler än 20 college, skolor och institut. Det skolprogram som var populärast 2007 var rådgivning och personlig service, kemiteknik, psykologi, makroekonomi, tillämpad matematik och ideell förvaltning. Med bland annat en så kallad Big Ten-skola och sätet för Golden Gophers är University of Minnesota det fjärde största campuset i USA i när det gäller registrering.

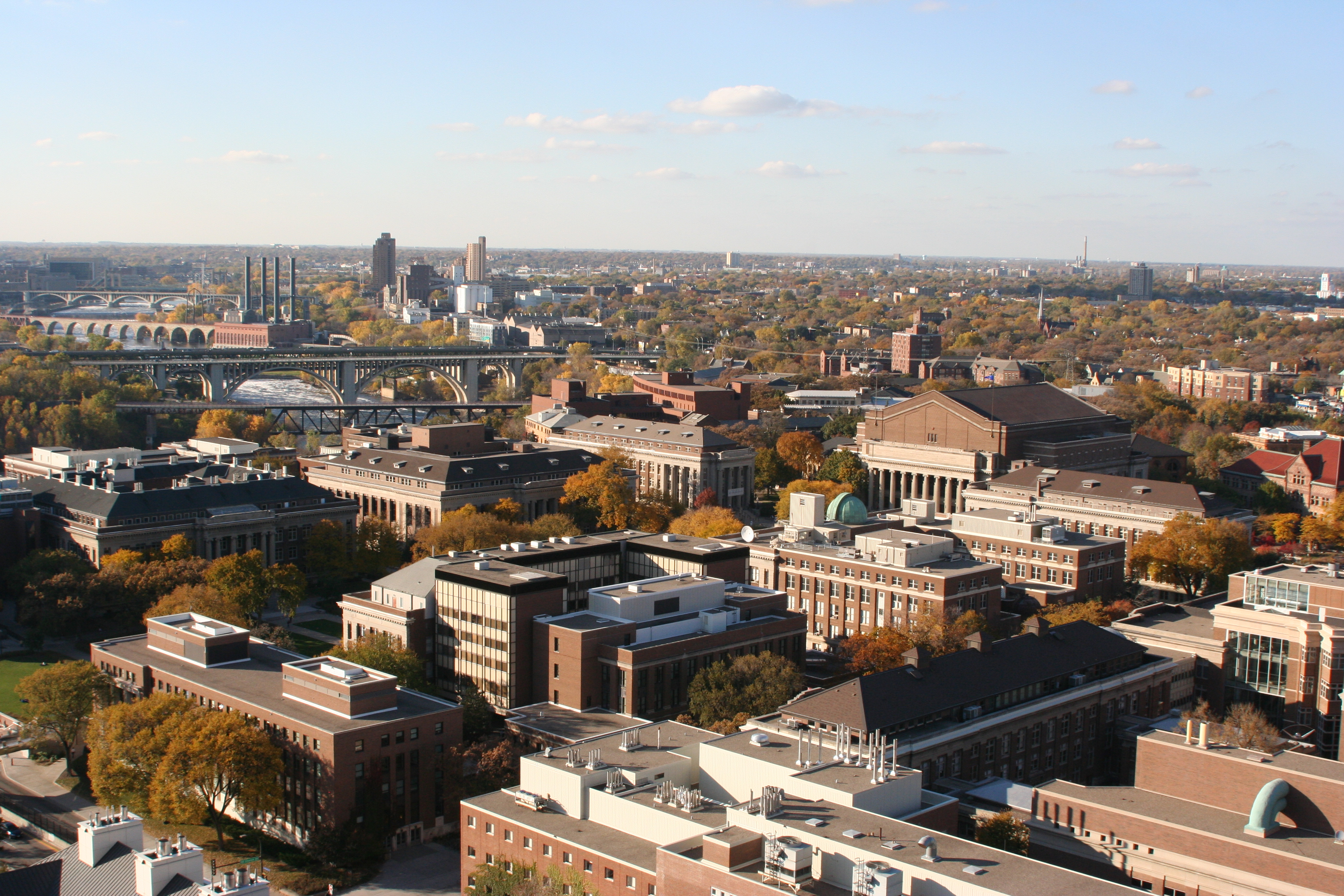
Northrop Mall i University of Minnesota.

Collegen Minneapolis Community and Technical College, Dunwoody College of Technology (privat), Globe University/Minnesota School of Business och Art Institutes International Minnesota erbjuder alla yrkesutbildningar. Augsburg College, Minneapolis College of Art and Design och North Central University är privata fyraåriga college. Capella University, Minnesota School of Professional Psychology och Walden University har sina huvudkvarter i Minneapolis samt några fler, bland annat det allmänna fyraåriga universitetet Metropolitan State University och det privata fyraåriga University of St. Thomas har campus i staden.
Countyt Hennepins bibliotekssystem driver alla allmänna bibliotek i staden. Minneapolis Public Library råkade ut för en allvarlig ekonomisk nedgång under 2007 och tvingades att stänga tre bibliotek i grannskapet. Det nya Central Library i stadens downtown formgavs av César Pelli och öppnade 2006. Tio olika samlingar bidrar till en total summa av över 25 000 olika böcker och resurser för forskare, bland annat de speciella Minneapolis Collection och Minneapolis Photo Collection. Enligt en nyligen gjord räkning användes 1 696 453 olika föremål i systemet årligen och biblioteket svarar på fler än 500 000 efterforskning- och faktletningsfrågor varje år.
Under 2007 klassades Minneapolis innevånare som USA:s mest bildade. Studien som utfördes av Live Science undersökte 69 städer i USA med en folkmängd på över 250 000 invånare. De fokuserade på sex huvudfaktorer: Antalet bokhandlare, tidningsutgivningen, biblioteksresurser, periodiska utgivningsresurser, uppnående av pedagogiska mål samt internetresurser. På andra plats kom Seattle och trea var Minneapolis grannstad, Saint Paul, Minnesota följt av Denver och Washington, D.C..

## Transport

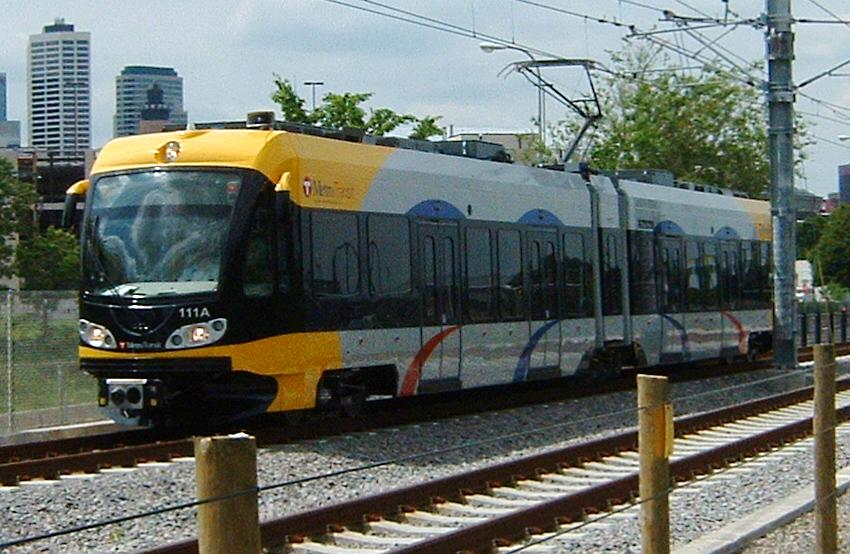
METRO Blue Line nära Cedar/Riverside station.

Hälften av invånarna i Minneapolis-Saint Paul arbetar i staden där de bor. De flesta invånarna kör bil men 60% av de 160 000 invånarna som arbetar i downtown pendlar på annat sätt än i enskilda bilar. Andra transportmedel än bil uppmuntras. Metropolitan Councils Metro Transit, vilka driver light railsystemet och de flesta av stadens bussar, erbjuder gratis resbiljetter genom Guaranteed Ride Home-programmet för att dämpa fruktan för att pendlare annars tillfällgtvis blir strandade om, till exempel, de arbetar sent. Metro Blue Line (Tidigare Hiawatha Line) kör fler än 34 000 passagerare dagligen och kör ända från flygplatsen och Mall of America till stadens centrum. Större delen av sträckan går i marknivå även om delar av linjen består av upphöjda spår, och ungefär 3,2 km av spåret går under marken, bland annat Lindbergh-terminalens tunnelbanestation vid flygplatsen. Under slutet av 2009 utökades sträckan knappt en halv kilometer västerut, med en ny slutstation på Target Field där Minnesota Twins nya arena byggts.
METRO Green Line färdigställdes under 2014 och sammankopplar centrala Minneapolis, där den delar stationer med METRO Blue Line, University of Minnesota och slutligen Saint Paul.
Det finns för närvarande utbyggnadsplaner för båda spårvagnslinjerna.
Den 65 kilometer långa järnvägslinjen Northstar Commuter, som går från Big Lake genom de nordliga förorterna med slutstation på Target Field öppnade i november 2009.
11 km inbyggda gångbroar, så kallade skyways i ett system kallat Minneapolis Skyway System sammanlänkar 80 kvarter i centrum. Restauranger och detaljhandelsaffärer kopplade till dessa passager är öppna på vardagarna.
Enligt bestämmelserna för taxibilar från 2009 krävs det minst 10% rullstolstillgänglighet och viss användning av annat bränsle än bensin eller bränslesnåla fordon. Från och med 2011 kommer gränsen på 343 taxibilar i staden att lätta, alternativt försvinna.

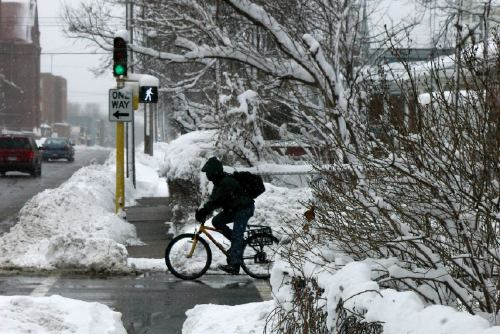
Cyklist på vintern.

Minneapolis har den näst högsta procentuella andelen cykelpendlare i USA. Över 10 000 cyklister åker på cykelvägarna varje dag, och många cyklar även på vintern. Public Works Department utökade cykelbanssystemet från Grand Rounds Scenic Byway (ofta förkortat Grand Rounds) till 90 km cykelspår som inte går på vägarna, bland andra Midtown Greenway, Light Rail Trail, Kenilworth Trail, Cedar Lake Trail och West River Parkway Trail längs med Mississippifloden. Minneapolis har dessutom 54 km cykelspår på stadsvägarna avsedda för cyklar och man premierar cykling genom att utrusta bussarna med cykelställ och genom att erbjuda cykelkartor online. Många av dessa spår och broar, såsom Stone Arch Bridge (stenvalvsbro), där gamla järnvägslinjer nu har gjorts om till spår för cyklister och gångare. 2007 klassade Forbes Minneapolis som världens femte renaste stad, mycket på grund av cykelbanorna.
Minneapolis flygplats (MSP) utbredningsområde är 1 400 hektar stort i stadens sydöstra del. Flygplatsen betjänar tre internationella, tolv nationella, sju charter- och fyra regionala transportföretag. samt är nav och säte för Northwest Airlines, Mesaba Airlines samt Sun Country Airlines.
Järnvägslinjen Empire Builder, som trafikeras av tåg från Amtrak mellan stationerna i Chicago och Seattle, går förbi Minneapolis-St.Paul och tåg på linjen stannar i St.Paul en gång åt vardera hållet varje dag. 2009 förväntas en bekostad järnvägslinje för pendling öppnas mellan stadens centrum och staden Big Lake. Linjen kommer nyttja redan existerande järnvägar och kommer dagligen trafikeras av 5000 pendlare.

## Media

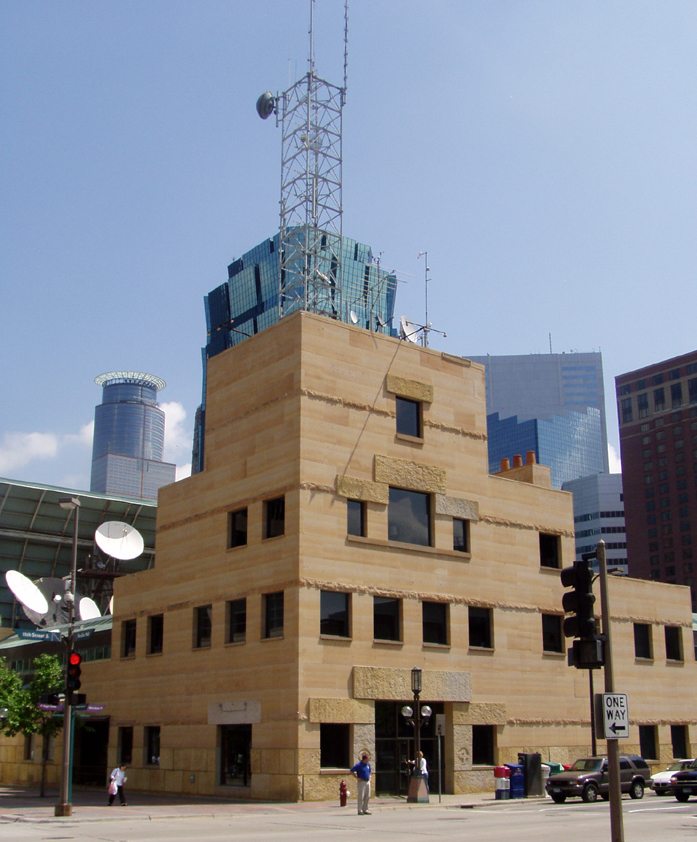
WCCO-TV vid Nicollet Mall.

Det finns fem större tidningar i Minneapolis; Star Tribune, Finance & Commerce, Minnesota Spokesman-Recorder, universitetstidningen Minnesota Daily och MinnPost.com. Andra tidskrifter som ges ut med jämna mellanrum är City Pages veckovis, Mpls.St.Paul och Minnesota Monthly månadsvis samt tidskriften Utne. Det fanns under 2008 även drygt 20 internetbaserade tidningar, bland annat Minnesota Independent, Twin Cities Daily Planet, Downtown Journal, Cursor samt MNSpeak. 1996 skrev The New York Times att Nu finns det t-shirts som det står "Murderapolis" på, vilket lokala journalister oavsiktligt har givit staden som smeknamn samt tillskrivit tidningen.
Minneapolis har en blandning av radiokanaler och ett bra lyssnarstöd för den allmänna radion men på den kommersiella marknaden driver en ensam organisation sju stationer. Lyssnarna stöder tre ideella kanaler inom Minnesota Public Radio, som är ett public service-bolag. Minneapolis Public Schools och University of Minnesota driver båda varsin radiokanal. Nätverken sänder på anslutna stationer, och det finns två kanaler drivna av religiösa organisationer.

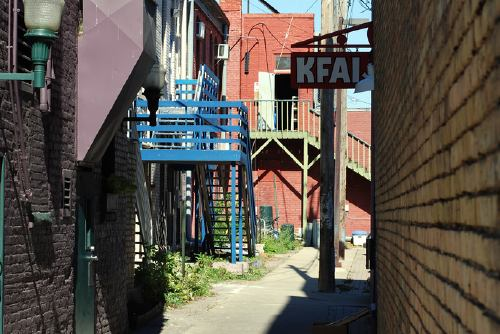
Radiostationen KFAI i Cedar-Riverside är en offentlig station.

Stadens första TV-program sändes av St. Paul station och ABC:s dotterbolag KSTP-TV. Den första sändningen i färg gjordes av WCCO-TV, CBS dotterbolag som ligger i Minneapolis centrum. Staden sänder även FOX, NBC, MyNetworkTV samt The CW genom deras dotterbolag i staden samt genom en självständig station. tvillingarna Brandon och Brenda Walsh från TV-serien Beverley Hills kommer från Minneapolis. American Idol hade provsjungningar för den sjätte säsongen i Minneapolis år 2006. och Last Comic Standing hade provspelningar för den femte säsongen i Minneapolis 2007.
En staty av Mary Tyler Moore i Minneapolis centrum på Nicollet Mall högtidlighåller den legendariska TV-serien som fiktivt utspelade sig i Minneapolis, The Mary Tyler Moore Show, vilken sändes av CBS. Statyn visar var delar av seriens öppningssekvens inspelades. Programmet tilldelades tre Golden Globes och 31 Emmy Award.

## Religion och välgörenhet

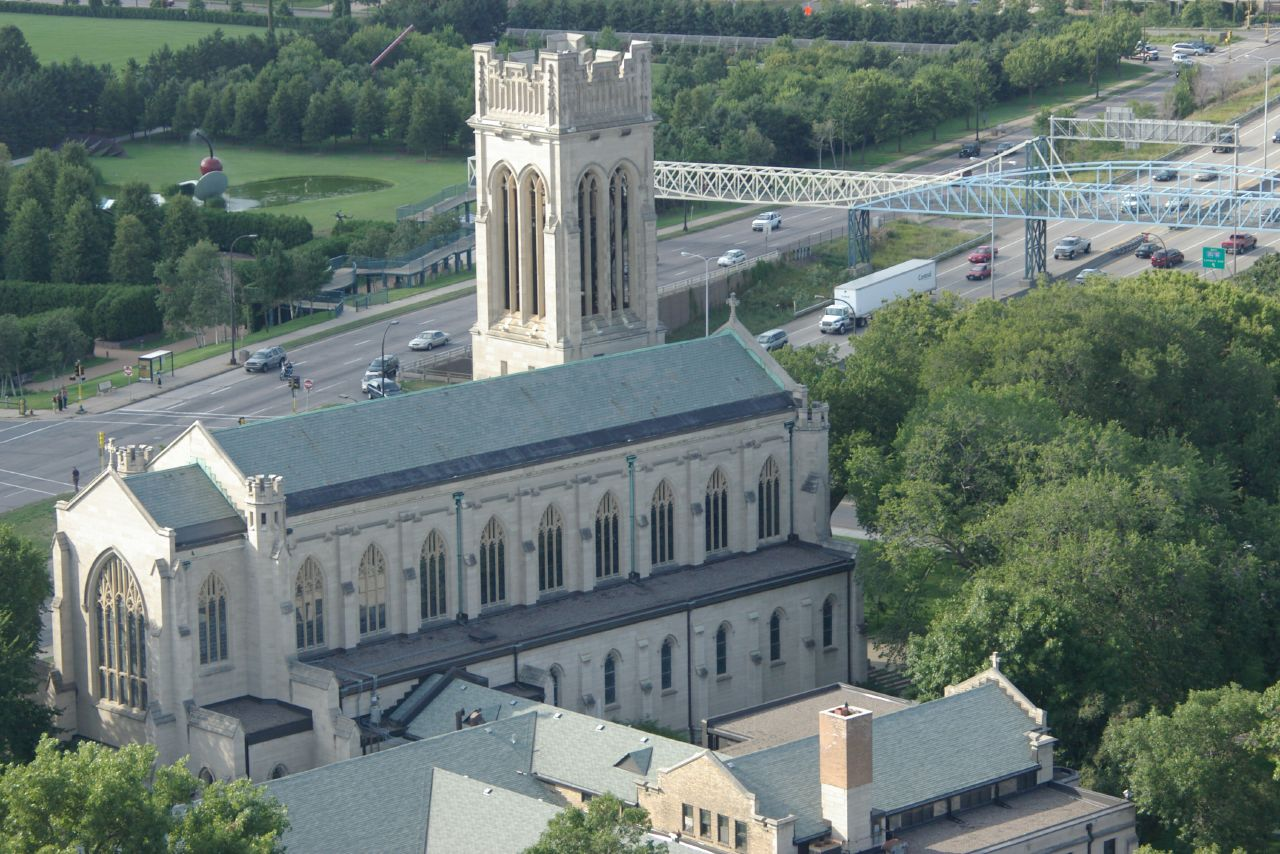
St. Mark's Episcopal Cathedral i Loring Park, Minneapolis. Tvärs över vägen I-94 från Minneapolis Sculpture Garden.

Siouxfolket, som var de ursprungliga invånarna på den plats där Minneapolis nu ligger, trodde på Wakan Tanka (Den store anden), och förvånades över att inte alla europeiska nybyggare var religiösa. Fler än 50 kyrkosamfund och religioner samt några välkända kyrkor har därefter etablerats i Minneapolis. De som kom från New England var mestadels kristna protestanter, kväkare och universalister. Stadens äldsta kontinuerligt använda kyrka i staden, Our Lady of Lourdes Catholic Church, i närheten av Nicollet Islands östra strand byggdes 1856 av universalister och blev strax efteråt uppköpt av en fransk katolsk kongregation. 1878 grundades Shaarai Tov som 1902 blev Minneapolis första judiska kongregation vilka byggde synagogan i grannskapet East Isles, känt efter 1920 som Temple Israel (Israeltemplet). St. Mary's Orthodox Cathedral grundades 1887, öppnade en missionärskola 1897 och skapade det första rysk-ortodoxa seminariet i USA. Landets första basilika, den romersk-katolska Saint Mary-basilikan (Basilica of Saint Mary), i närheten av Loring Park, namngavs av Pius XI.

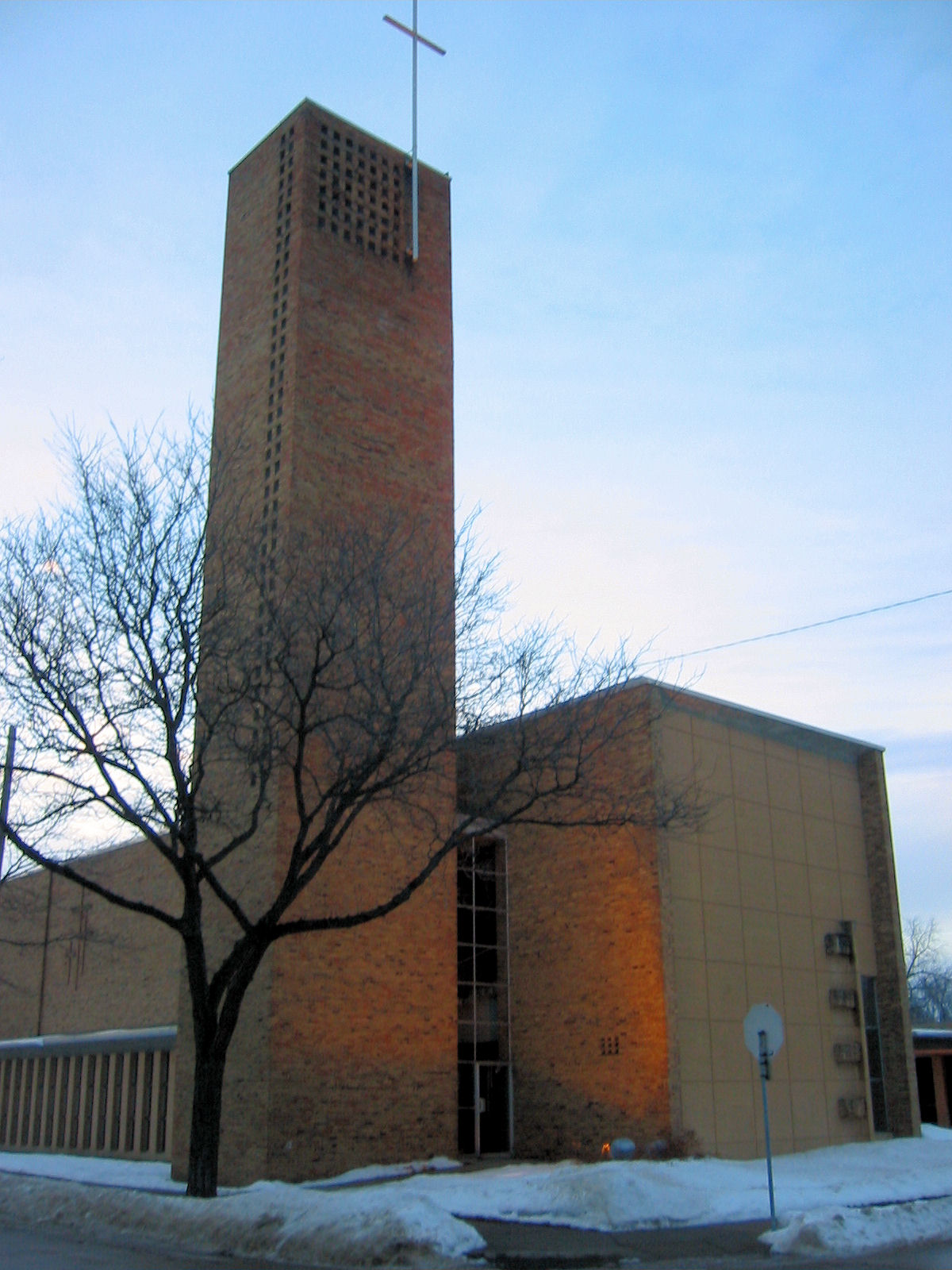
Christ Church Lutheran, formgiven av Eliel Saarinen.

Billy Graham Evangelistic Association, tidningen Decision, och World Wide Pictures film- och programdistribution hade sitt huvudsäte i Minneapolis i runt 40 år mellan sena 1940-talet fram till 2000-talet. TV-predikanten Jim Bakker och hans fru Tammy Faye möttes medan de närvarade vid det pentekostala North Central University och startade ett TV-sänt prästämbete som under 1980-talet nådde ut till 13,5 miljoner hushåll. Idag har Mount Olivet Lutheran Church i sydvästra Minneapolis 6 000 aktiva medlemmar och är världens största lutherska församling. Christ Church Lutheran i grannskapet Longfellow är ett av arkitekten Eliel Saarinens finaste arbeten. Kongregationen uppförde sedermera en pedagogisk byggnad formgiven av hans son, Eero Saarinen.
Välgörenhet och filantropi är en del av samhället. Mer än 40% av stadens vuxna är volontärarbetare, vilket är den högsta procenten i hela USA. Katolsk välgörenhet (Catholic Charities) är en av världens största lokala bidragsgivare till socialt arbete. ARC hjälper en miljon flyktingar, både sådana som flytt själva eller blivit tvingade till det, från över tio länder i Afrika, Balkan och Asien varje år.Business Ethics grundades i Minneapolis och var tidningen CRO:s föregångare. Minnesotas äldsta stiftelse, Minneapolis Foundation, investerar och administrerar över 900 välgörenhetsfonder och kopplar donatorer till ideella organisationer. Storstadsområdet ger 13% av dess totala filantropiska donationer till konst och kultur. Majoriteten av den uppskattade summan en miljard dollar som den nyligen gjorda utbyggnaden av konstinstitutioner kostade bidrogs till privat.

## Hälsa och samhällsservice

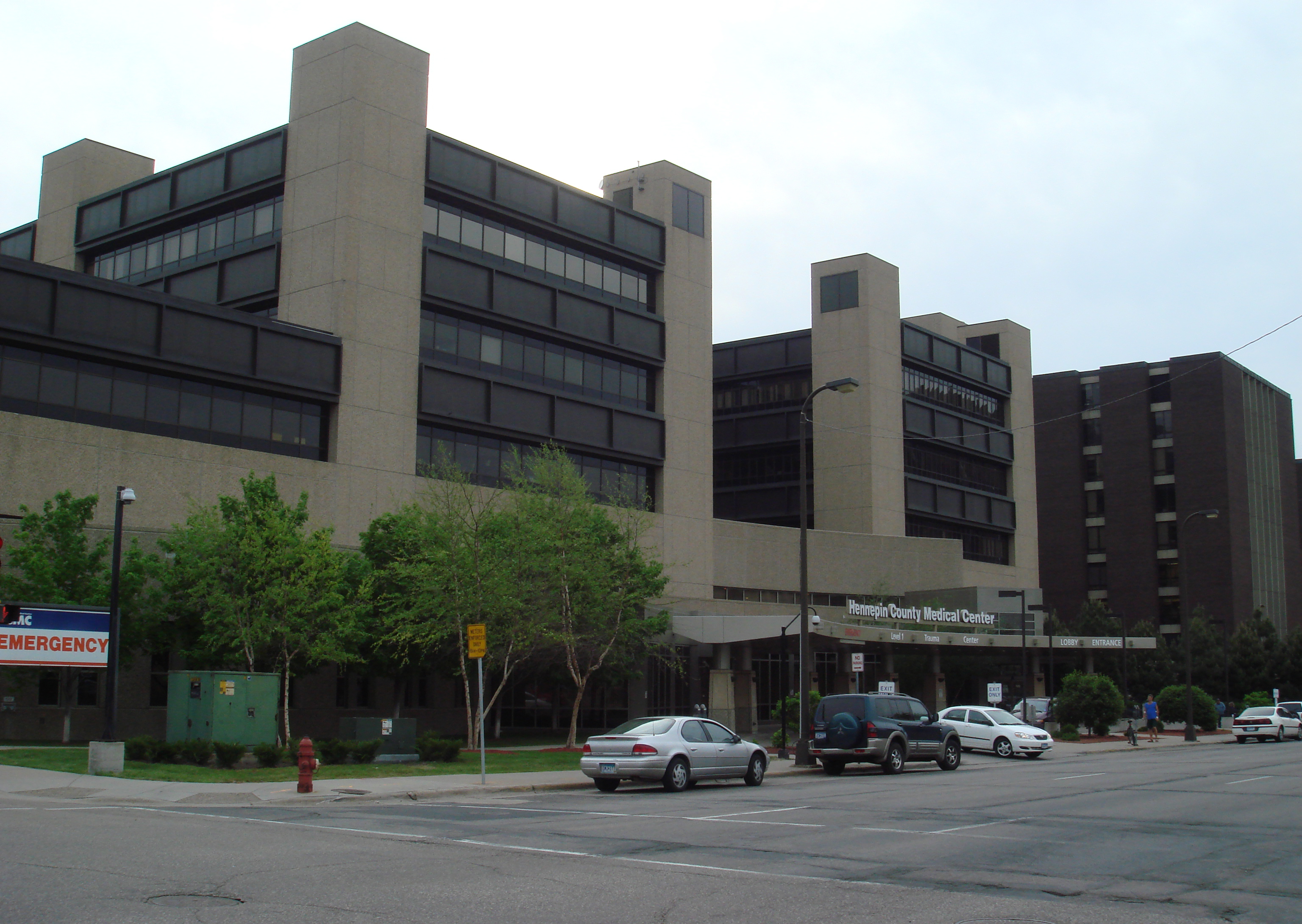
Hennepin County Medical Center (HCMC) i Minneapolis centrum.

Minneapolis har sju sjukhus, av vilka fyra är rankade bland USA:s bästa av U.S. News & World Report: Abbott Northwestern Hospital (vilken är en del av Allina Hospitals & Clinis), Children's Hospitals and Clinics of Minnesota, Hennepin County Medical Center (HCMC) samt University of Minnesota Medical Center. Minneapolis VA Medical Center, Shriners Hospitals for Children samt Allinas Phillips Eye Institute tjänstgör också i staden. Mayo Clinic i Rochester ligger 75 minuter söder om staden.
Hjärtkirurgi utvecklades vid universitetets Variety Club Hospital där fler än 200 patienter, många av dem barn, hade överlevt öppna ingrepp på hjärtat år 1957. Medtronic arbetade tillsammans med kirurgen C. Walton Lillehei fram och byggde bärbara och implanterbara pacemakers för hjärtat ungefär vid samma tid.
HCMC öppnade 1887 som ett stadssjukhus och kallades även General Hospital. Som ett allmänt undervisningssjukhus och traumacentrum får HCMC årligen över 325 000 besök, varav vilka 100 000 är akuta, och under 2008 erbjöd man omkring 18% av Minnesotas okompenserade vård.

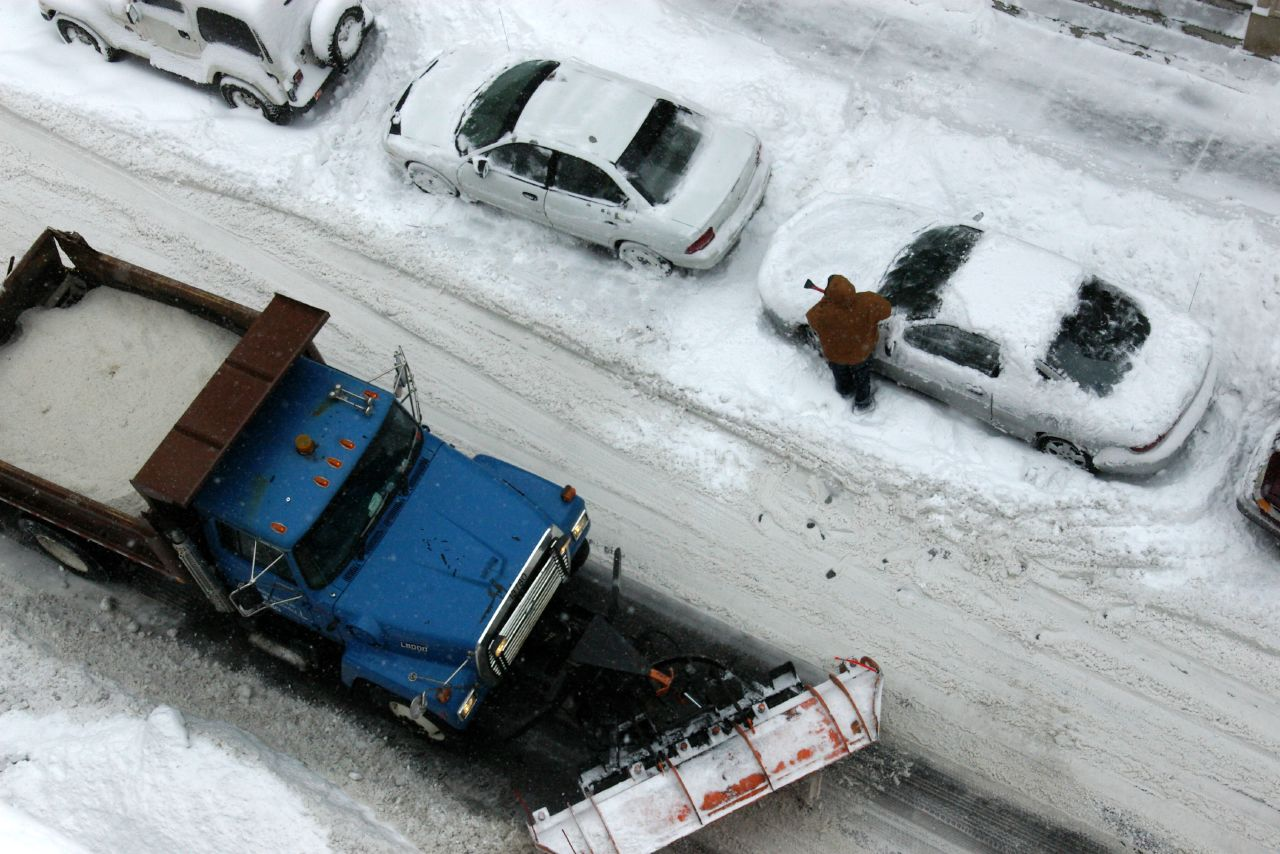
En Snow emergency.

Samhällsserviceföretag är reglerade monopol. Xcel Energy förser staden med elektricitet, CenterPoint Energy förser den med gas, Qwest driver telefonnätet och Comcast står för kabel-TV. Under 2007 påbörjades ett arbete med att täcka hela staden med Wi-Fi som försörjs i tio år av US Internet of Minnetonka till ett pris för invånarna på 20 dollar i månaden och för företag 30 dollar i månaden. Minneapolis är en av de största städerna att införa allmän Wi-Fi över hela staden och i juli 2008 var nästan hela staden täckt även om det fanns otäckta fläckar här och var i stadens östra och västra delar.
Staden erbjuder och distribuerar vatten och kräver en fast månatlig sophämtningsavgift för sophämtning, återvinning och hämtning av stora föremål. Invånare som återvinner får en belöning. Farligt avfall hanteras på Hennepin Countys sorteringsgård. Efter varje ordentligt snöfall, så kallat snow emergency, plogar Minneapolis Public Works Street Division drygt 1 600 km gator och knappt 650 km gångar - lika långt som från Minneapolis till Seattle och tillbaka. Förordningar reglerar parkering på plogsträckorna under snow emergencies såväl som snöskottning i hela staden.

## Vänorter
Invånarna har internationella kontakter med elva vänorter:
- Bosaso (Somalia) sedan 2014
- Najaf (Irak) sedan 2009
- Cuernavaca (Mexiko) sedan 2008
- Uppsala (Sverige) sedan 2000
- Eldoret (Kenya) sedan 2000
- Harbin (Kina) sedan 1992
- Tours (Frankrike) sedan 1991
- Novosibirsk (Ryssland) sedan 1988
- Ibaraki (Japan) sedan 1980
- Kuopio (Finland) sedan 1972
- Santiago (Chile) sedan 1961

Samt informella band med:
- Hiroshima (Japan)
- Kampala (Uganda)

Innan var Minneapolis vänort med:
 Winnipeg (Kanada).

## Kända personer från Minneapolis
- Richard Dean Anderson[208]
- Sean Daley (i gruppen Atmosphere)[209]
- J. Paul Getty[210]
- Terry Gilliam[211]
- Kent Hrbek[212]
- Hubert Humphrey (född i Wallace, South Dakota)[213][214]
- Bradley Joseph[215]
- Garrison Keillor[216]
- Walter Mondale[217]
- Prince[218]
- Kirby Puckett[219]
- Semisonic[220]
- Andrews Sisters[221]
- Jesse Ventura[222]
- Paul Westerberg/The Replacements[223]
- Bruce Swedien
- Jessie Diggins
- Som tillägg kan nämnas att alla fiktiva personer som dök upp i The Mary Tyler Moore Show bodde i och omkring Minneapolis.